# Убийства детей в Атланте
Убийства детей в Атланте — серия убийств детей и молодых мужчин, совершённых в период с 25 июля 1979 года по 21 мая 1981 года на территории города Атланта. Официальная версия следствия о наличии серийного убийцы, как и о числе его жертв, многими подвергалась сомнению и оспаривалась, так как в совершении убийств преступником не было продемонстрировано выраженного образа действия.
В качестве подозреваемых рассматривались около 10 человек, из которых широкой публике стал известен только лишь один — 23-летний Уэйн Бертрам Уильямс, который в конечном итоге был осуждён лишь за убийство двух взрослых мужчин. Его виновность даже спустя четыре десятилетия после осуждения остаётся предметом споров, так как убедительных доказательств его вины так и не было обнаружено. Многочисленные косвенные доказательства свидетельствовали о том, что в период с 1979 по 1981 годы большая часть жертв была убита разными преступниками. Серия убийств признана одним из самых известных и сложных эпизодов в анналах американского правосудия. События в Атланте и деяния преступника получили отражения в массовой культуре, вследствие чего интерес общественности к расследованию убийств и поиску настоящих виновников не стихал даже про прошествии более 40 лет с момента начала расследования, что в свою очередь породило множество теорий, в том числе сомнительных или абсурдных.
Серия убийств вызвала моральную панику среди жителей Атланты и породила в дальнейшем теорию заговора, согласно которой успех усилий полиции по раскрытию убийств стал следствием действий и политики темнокожего шефа полиции Атланты Ли Брауна и тогдашнего первого темнокожего мэра в истории города Мейнарда Джексона, который, превышая свои должностные полномочия, опасаясь расовых волнений, так как среди подозреваемых были белые жители города - способствовал небрежному расследованию серии убийств с нарушением  положений и законов Конституции США в целях политической целесообразности и ослаблением общественной напряженности накануне предвыборной кампании за пост мэра в 1981 году, на который Джексон выдвинул свою кандидатуру, в то время как настоящие исполнители убийств остались на свободе.
Во время совершения убийств и расследования в Атланте происходили беспрецедентные события в истории США. В городе стихийно организовывались в качестве меры самообороны патрули из местных жителей во многих районах города, а члены некоммерческой международной волонтерской организации «Guardian Angels», целью которой являлось предотвращение вооруженной преступности в начале 1981 года были готовы покинуть Нью-Йорк и подключиться к расследованию.
Несмотря на то, что подобные убийства и исчезновения детей продолжали происходить в Атланте вплоть до 1983 года, полиция и администрация города заявила, что серия убийств чернокожих детей прекратилась летом 1981 года после ареста Уэйна Уильямса. Дело об убийствах детей в Атланте впервые в истории США подняло юридические вопросы об использовании ворсовых волокон в качестве доказательств вины подозреваемых, которое имело решающее значение для обвинения на судебном процессе Уильямса. Решение суда, разрешившего штату представить доказательства, связывающие Уильямса с убийствами других молодых чернокожих, в которых ему никогда не предъявлялись обвинения - также вызвали многочисленные споры и являлись предметами обсуждения в различных школах права США.

## Расследование
Первоначально полиция Атланты не рассматривала убийства как серию, так как в Атланте в течение 1970-х годов, большинство из убийств были классифицированы как «бытовые убийства» и их раскрытие, как и поиск виновника сопровождалось большим процентом успеха. В тот период в Атланте был зарегистрирован самый высокий общий уровень убийств по сравнению с уровнем убийств в 30 крупнейших городах страны. Смерть большинства из жертв не была связана с удушением, которое явилось основной причиной смерти в 20 случаях, произошедших с середины 1979 года, благодаря чему объединение убийств произошло лишь середине 1980 года. Пик убийств пришёлся с 3 января по 22 мая, когда были убиты 12 чернокожих, 11 из них от удушья. Среди элементов, которые заставили целевую группу увидеть связь между многими смертями, были следующие: размещение тел в укромных местах рядом с основными автомагистралями, особенно в юго-западной части города; сброс, а не захоронение тел; близость автомагистралей к местам, где в последний раз видели несколько детей; частота смертей; тот факт, что почти все дети были найдены одетыми; физическое сходство жертв, которые, как правило, были небольшого роста и темнокожими; социальное положение - большинство из убитых росли в социально неблагополучных семьях, проживали в районах, где проживали в основном представители маргинального слоя общества и зарабатывали на жизнь случайными заработками в разных районах Атланты, зачастую на большом расстоянии от своего дома; ни одно из тел, за исключением тела Терри Пью, не имело травм, свидетельствующих о том, что дети оказывали сопротивление убийце.
К июлю 1980 года растущее число смертей и исчезновений вызывало серьёзную обеспокоенность. Мать жертвы Юсефа Белла - Камилла Миссис Белл встречалась с другими матерями убитых детей, и их недавно организованный Комитет по прекращению детских убийств требовал от полиции сделать больше, чем они сделали. Полиция, заявившая тогда, что уже потратила на расследование этих дел 6000 часов, в ответ 17 июля 1980 года сформировала  специальную целевую группу, поручив ей одного сержанта и четырёх следователей для расследования «преступлений, связанных с пропавшими и убитыми детьми». Численность целевой группы со временем была увеличена до 37 человек, не считая контингента из числа агентов ФБР.  Руководителем целевой группы был назначен  Моррис Реддинг, заместитель начальника полиции Атланты.
Тем не менее, созданная целевая группа для установления личности серийного убийцы в первые же месяцы своего существования неожиданно  по итогам нескольких месяцев расследования этого уголовного дела в марте 1981 года опровергло первоначальную версию следствия. Представители целевой группы заявили что ответственность за смерть как минимум 18 человек несут целых девять или десять убийц, действовавших отдельно или вместе. Представители правоохранительных органов, ссылаясь на результаты судебно-медицинских экспертиз, вынесли вердикт, согласно которому менее половины, а возможно, лишь от 6 до 8 человек из 28 официальных жертв серийного убийцы, начиная с июля 1979 года, являются жертвами одного и того же человека. По их словам наиболее чёткая закономерность проявилась в совершении последних убийств. Полиция Атланты и ФБР выдвинули версию о том, что  убийства весной 1981 года совершил человек, который до конца 1980 года в Атланте не был никак связан с совершением убийств первых жертв. Правоохранительные органы считали, что из-за огласки убийств, неизвестный преступник начал совершать убийства в конце 1980-го года и в начале 1981-го года с целью привлечь к себе внимание СМИ, полиции, подражая таким известным серийным убийцам как «Зодиак», чья личность так и не была установлена. Джозеф Бертон, судмедэксперт округа Де-Калб, где были найдены два последних тела, в марте 1981 года подтвердил эту версию, заявив что внезапно растущее число связанных между собой дел стало следствием эффекта гласности.
Доктор Роберт Р. Стиверс, судмедэксперт округа Фултон, в который входит Атланта, подсчитал, что ответственность за смерть детей несут девять убийц, действовавших по отдельности. Льюис Р. Слейтон, окружной прокурор округа Фултон, оценил цифру в девять или десять. Дик Хэнд, директор общественной безопасности округа Де-Калб, заявил, что, по его мнению, в совершении убийств участвовало шесть или более человек и что не более восьми или более девяти смертей были связаны между собой.
По мнению правоохранительных органов, в совершении преступлений преступниками не было продемонстрировано выраженного образа действия. Способы убийств были разными как и мотивы совершения преступлений. Согласно версии полиции, один из преступников являлся педофилом и вероятно нес ответственность за совершение нескольких убийств, совершенных на сексуальной почве, так как в ходе расследования было установлено, что часть из убитых были знакомы друг с другом и были замечены в гомопроституции. В подтверждение этой версии прилагались результаты криминалистическо-токсикологической экспертизы, которые показали отсутствие в тканях убитых следов алкоголя и наркотиков. Этот факт и факт того, что на телах убитых отсутствовали травмы, свидетельствовавшие о борьбе — наводили следствие на мысль, что убийца был знаком с рядом из своих жертв и входил в круг их доверия. Версия о об убийце — гомосексуалистами косвенно подтверждалась результатами социологического эксперимента, проведенного сотрудниками полиции в штатском, которые в начале 1981 года установили, что множество темнокожих детей готовы были оказать те или иные услуги, в том числе интимного характера, требуя за эту оплату в размере 10 долларов.
Несмотря на огромный бюджет и силы, задействованные в расследовании серии убийств, к началу 1981 года никаких очевидных улик для установления личности преступника найдено не было. Следственные усилия варьировались от патрулирования улиц Атланты, съёмок похоронных служб до консультаций с экстрасенсами. Граждане сформировали массовые поисковые отряды для поиска жертв и создали группы для поиска детей в возрасте до 17 лет, которые нарушают общегородской комендантский час. Городские пожарные ходили от двери к двери, выпрашивая обрывки информации и распространяя брошюры о безопасности детей. Агенты ФБР формируя команды, каждый день прочёсывали леса и безлюдные территорий в поисках тел жертв. Расследование, проведенное целевой группой, обошлось бюджету Атланты примерно в 1 500 000  долларов, более половины из которых пришлись на не предусмотренные бюджетом чрезвычайные меры.
Во время расследования целевая оперативная группа обработала более  20 000 сообщений от горожан. Следователями было опрошено более 300 детей, которые в период с 1979 по 1981 год заявляли в полицию о том, что они едва не стали жертвами похищения. В ходе допросов свидетелей и подозреваемых, полиция использовала гипноз и аппараты для анализа голоса. Стены  офиса целевой группы были увешаны сложными схемами, которые отслеживали передвижения и взаимоотношения жертв. Технические специалисты ФБР и криминалистической лаборатории полицейского управления Атланты пытались снять отпечатки пальцев с тел некоторых жертв и подвергали анализу и различным криминалистическим экспертизам  несколько мешков с грунтом и листвой, извлеченной из-под тел и останков жертв. Заключённые окружных тюрем регулярно допрашивались на предмет слухов о том, что они слышали на улицах в целях сбора информации о потенциальных подозреваемых. Во время расследования полиция впервые за два десятилетия усилила круглосуточное патрулирование улиц города с применением вертолётов, которые фиксировали  автомобили, припаркованные в необычных местах в необычное время. В адрес целевой группы в этот период было получено более 1300 писем и записок от экстрасенсов, провидцев и прорицательниц со всей страны и со всего мира. Серия убийств детей и освещения событий в Атланте  привлекли внимание  6 охотников за головами со всей страны. Кроме этого, несколько частных детективов и полицейских в отставке самостоятельно взялись за расследование дела.
С момента  создания целевая группа подвергалась критике, в том числе предположениям о том, что у членов целевой группы нет необходимого для этого дела опыта по расследованию серийных убийств. Руководители различных ведомств, участвовавших в расследовании, неоднократно обвиняли друг друга в утаивании информации о ходе расследования и неправильном сохранении улик. Мэр Атланты Мейнард Джексон и шеф полиции Атланты Ли Браун к в ответ на эти обвинения убеждали общественность в том, что целевая группа делала всё возможное для того чтобы прекратить убийства детей.
Следствие объединило 6 или 7 убийств на основании результатов криминалистических экспертиз, в ходе которых было установлено, что на телах убитых были обнаружены синтетические текстильные волокна ворсовых покрытий различных цветов, обнаруженными на телах жертв или в их одежде, а также шерсть собаки. Сотрудники лаборатории, проводившие экспертизы, заявили, что волокна и ворс имеют происхождение  с коврового покрытий и покрытий обивок салонов автомобилей, однако ценность этих доказательств была сомнительна. Как минимум в 6 убийствах были установлены личности подозреваемых, которые являлись родственниками или знакомыми погибших детей, однако их имена никогда не разглашались общественности и им по причине отсутствия доказательств их вины никогда не предъявлялись никакие обвинения.
Некоторые сотрудники правоохранительных органов утверждали, что на начальных этапах расследования полиция потеряла драгоценное время и не смогла тщательно опросить свидетелей преступления, которые после того как серия убийств  широко стала освещаться в СМИ, отказывались сотрудничать со следствием или же за давностью прошедших недель или месяцев давали противоречивую информацию.
Помимо этого, серьёзно затруднили расследование споры между полицией Атланты и полицией прилегающих к ней округов, а также между этими ведомствами и Государственной криминалистической лабораторией и ФБР, которое было подключено к расследованию убийств в ноябре 1980 года. Ли Браун недооценил последствие споров, заявив в начале 1981 года о том, что разрешение споров никак не повлияет на установление личности убийцы или убийц, так как расследование также усложнялось тем, что тела убитых были обнаружены на расстоянии от мест совершения убийств, вследствие чего следователи не могли обнаружить свидетелей преступления, не могли установить место совершения убийства и собрать на нём доказательства.
Следствие предполагало, что ряд убийств серийный убийца или убийцы совершили как ответ на общественную огласку, продолжая тем самым провоцировать правоохранительные органы и привлекая внимание СМИ на их неспособность найти виновных. В конце 1980-го года освещение преступлений в СМИ занимало почти треть их информационного времени. В подтверждение этой версии полиция предоставила несколько инцидентов, произошедших в начале 1981 года. Так как рано утром 8 января в офис шерифа округа Рокдейл, который находится к востоку от округа Де-Калб и примерно в 20 милях от Атланты, позвонил мужчина и рассказал сотрудникам полиции об убитом им мальчике, тело которого находится недалеко от дороги Сигман-роуд в этом округе. Через несколько часов, от 75 до 100 полицейских обыскали часть территории, прилегающей к Сигман-роуд, но тела не нашли. О проделанной работе сотрудники офиса шерифа округа Рокдейл сообщили СМИ. 22 января, проведя ночь в ресторане быстрого питания на территории Восточной Атланты, исчез 15-летний Терри Пью. На следующее утро его тело было обнаружено прохожим всего в нескольких метрах от дороги Сигман-роуд. Пью был задушен веревкой. Вик Дэвис, шериф округа Рокдейл, после обнаружения тела жертвы заявил о том, что убийца несомненно следил за новостями и сбросил тело жертвы возле Сигман-Роуд, чтобы на этот раз усилия сотрудников шерифа округа Рокдейл не пропали даром.  Звонившего так и не опознали.
Дик Хэнд, директор общественной безопасности округа Де-Калб, где преимущественно проживали белые, 4 февраля публично раскритиковал целевую группу и офис шерифа округа Рокдейл за то, что они не поделились информацией об убийствах и о ходе расследования, так как офис шерифа округа Де-Калб по его мнению располагал достаточными средствами и силами для раскрытия серии убийств. В то время ни одного тела жертвы не было обнаружено на территории округа Де-Калб, но после того как СМИ опубликовали статьи в газетах с критикой Дика Хэнда, 6 февраля исчез 11-летний Патрик Бальтазар. В последний раз  мальчика видели вечером в развлекательном комплексе «Omni» на территории центра Атланты, недалеко от его дома. 13 февраля его тело было найдено обслуживающим персоналом парка в округе Де-Калб, далеко от развлекательного центра, но достаточно близко к небольшому ресторану, где он работал в конце 1980-го года. По мнению следствия, преступник сбросил тело жертвы в округе Де-Калб как ответный жест на критику Дика Хэнда, предоставляя офису шерифа округа Де-Калб наконец-то принять непосредственное участие в расследовании серии убийств.
14 февраля 1981 года преподобный Эрл Полк, служитель баптистской церкви на юге округа Де-Калб, опубликовал в местной газете «призыв» к убийце, предложив ему связаться с ним методом переписки. В последующие дни и недели священнослужителю позвонили несколько человек, назвавшихся убийцами, но их причастность к совершению преступлений была подвергнута сомнению. Преступник так и написал в газету, но  6 марта недалеко от места расположения церкви Эрла Полка, поместил в мутные воды реки Саут-Ривер в округе Де-Калб тело 13-летнего Кертиса Уолкера, которого в последний раз видели 19 февраля в оружейном магазине Атланты, где он искал работу. По словам доктора Бертона, судмедэксперта офиса шерифа округа Де-Калб, тело, которое было частично погружено в воду, зацепилось за бревно недалеко от берега, и вероятно находилось в воде с момента исчезновения мальчика. Таким образом следствие пришло к выводу, что преступник убил мальчика через несколько дней после призыва Эрла Полка, понаблюдав за развитием событий.
Так как на теле жертв не было обнаружено признаков. свидетельствующих  о том, что они оказывали сопротивление преступнику, а на их одежде был обнаружен ворс от покрытия обивки салонов автомобилей, часть членов целевой группы склонялось к версии, что преступником мог быть человек в форме, возможно полицейский или же тот, кто выдавал себя за представителя власти. В связи с этим, следователи впоследствии изучили личные дела сотрудников полиции на предмет возможного наличия среди них тех, чьё прошлое могло предполагать возможную причастность.
17 февраля 1981 года представитель целевой группы сообщил СМИ и общественности о том,  что волокнистые материалы, найденные на теле 16-й жертвы Патрика Балтазара на основании микроскопический исследований позволят им связать его смерть с убийствами пяти других детей. После этого Белый дом объявил, что предоставит Атланте дополнительных советников, техническую помощь и оборудование, но не федеральные средства для содействия расследованию. Представители Министерства юстиции посетили Атланту, чтобы обсудить это дело с городскими властями, а Ли Браун был вызван в Вашингтон на встречу с представителями Министерства юстиции, ФБР, Министерства здравоохранения и других социальных служб.
В марте Президент США Рональд Рейган выделил  1 500 000 миллиона долларов администрации Атланты на оплату работы целевой группы, после чего общественное давление с требованием результатов на правоохранительные органы и администрацию города  усилилось. С целью снять общественное напряжение, полиция Атланты под руководством Ли Брауна организовало программы по охране психического здоровья населения и образовательные программы, призванные повысить осторожность в действиях и поступках молодежи города.
Начиная с марта 1981 года, преступник изменил своему образу действия и стал сбрасывать трупы своих жертв с мостов, проходящих через реки Чаттахучи и Саут-Ривер в их воды. Помимо этого начиная с[уточнить], возраст жертв стал увеличиваться. Сотрудники оперативной целевой группы не предложили никакого объяснения увеличению возраста жертв. Некоторые утверждали, что из-за тщательно продуманных мер предосторожности, принимаемых детьми и их родителями в последние месяцы, процесс похищения подростков стал очень трудоёмок для серийного убийцы.
В мае 1981 года Ли Браун фактически признал, что лишь только некоторые убийства являются результатом действия серийного убийцы, в то время как большая часть жертв была убита различными преступниками или умерли в результате несчастных случаев. Браун утверждал, что целевая группа изучала каждую из 1000 зацепок, которые она получала в день, а компьютерные технологии, находящиеся в её распоряжении, являлись на тот момент самыми сложными, когда-либо использовавшимися в уголовном расследовании.
Во время расследования в рядах членов целевой группы произошёл раскол. Одна часть сотрудников целевой группы, учитывая расовый состав жертв - склонялась к версии, что все убийства были совершены на расовой почве и убийцами являлись белые жители Атланты и связывали убийства детей и недавними нападениями на чернокожих в других городах США, в то время как другая часть членов целевой группы склонялась к версии, что убийства совершенно темнокожими, так как афроамериканские подростки не ушли бы с белым человеком, которого  легко можно было бы заметить в кварталах, населенных афроамериканцами. На основании показаний ряда свидетелей, к началу лета 1981 года целевой группой был составлен фоторобот подозреваемого. Подозреваемый был описан как темнокожий мужчина средних лет с длинными волосами, который передвигался на автомобиле-универсал зелёного цвета с молодым человеком, который впоследствии был найден мёртвым в заброшенном многоквартирном доме.
Действия полиции и целевой группы подвергались критике. Ряд сотрудников правоохранительных органов впоследствии подтверждали, что целевая группа, набранная в основном из рядов полицейского управления Атланты разной расовой принадлежности, в 1981 году была перегружена советами, поступающей информацией и испытывала нехватку опытных следователей по расследованию убийств. На высших уровнях полиции Атланты на тот момент ощущался недостаток следственной компетентности, вызванный разногласиями в департаменте за последнее десятилетие. В частном порядке члены целевой группы впоследствии признавались, что расследование убийств детей усугублялось неумелым наблюдением за подозреваемыми, недостаточным анализом данных и неадекватным допросом свидетелей. С расследованием было связано множество инцидентов, так или иначе препятствующих его развитию - от размахивания денежным вознаграждением за информацию о преступнике по телевидению до хождения многочисленных волонтеров по лесам в поисках тел и улик, которые зачастую направляли целевую группу и расследование по ложному следу. Джозеф Бертон, судебно-медицинский эксперт округа Де-Калб впоследствии вспоминал, что ему однажды пришлось исследовать кости пяти собак, оленя и задние конечности свиньи в качестве останков предполагаемых жертв, найденных в лесах Атланты, так как каждый, кто в тот период где-либо находил кости скелета, оповещал об этом СМИ и полицию.
10 марта 1981 года Фрэнк Синатра и Сэмми Дэвис-младший выступили в Гражданском центре Атланты на благотворительном концерте, с целью оказать моральную и финансовую поддержку жителям Атланты в их усилиях смириться с убийствами и исчезновениями детей, после чего передали  гонорар в размере 200 000 долларов администрации города с целью компенсировать расходы во время расследования.
В конце мая 1981 года известный борец за права чернокожих Джесси Джексон организовал митинг в Вашингтоне возле Мемориала Линкольна, заявив что жертвы убийств стали символом тщетности и разочарования чернокожих в Америке. Несмотря на то, что личности убийц на тот момент установлены не были, Джексон обвинил в совершении их белых людей, расово предвзятых к афроамериканскому населению США. Сестра Малкольма Икса, Элла Коллинз, выступая на митинге призвала чернокожих отделиться от белого населения и назвала школьную интеграцию «худшим явлением, которое когда-либо случалось в США». Коллинз как и Джесси Джексон, также утверждала что убийства детей в Атланте — были действиями рук белых расистов.
13 апреля 1981 года  директор ФБР Уильям Уэбстер заявил, что полиция Атланты  установила личности убийц четырёх из 23 убитых детей, а в 12 случаях есть основные подозреваемые. Реакция мэра и высших полицейских чиновников Атланты была быстрой и острой. В письме директору ФБР Уильяму Уэбстеру мэр Джексон заявил, что ни по одному из находящихся на рассмотрении дел об убийствах детей нет достаточных доказательств, оправдывающих арест в настоящее время. Джексон также заявил, что заявления Уэбстера подрывают доверие общественности к нашему расследованию и создают массу ложно направленных спекуляций и оскорблений в СМИ. Льюис Слейтон, окружной прокурор округа Фултон, также поддержал Джексона, заявив что его офис не был поставлен в известность о достаточных доказательствах для предъявления обвинений ни по одному из дел. Ли Браун в свою очередь заявил, что заявления директора ФБР не мешают расследованию, но и не добавляют ничего конструктивного.

## Список жертв
Серия убийств подразделялась на два периода, во время которых преступник или преступники демонстрировали разные образы действия.
В первом периоде в качестве жертв преступник выбирал детей и подростков, находящихся в возрасте от 7 до 17 лет, которые в большинстве случаев росли в социально неблагополучной обстановке. Ряд из жертв были замечены в занятии проституцией. Убийца подвергал своих жертв удушению. после чего оставлял тела убитых в различных районах Атланты.
Во время второго периода серии убийств, преступник или преступники выбирали в качестве жертв молодых мужчин, находящихся в возрасте от 20 до 28 лет, которые вели маргинальный образ жизни. Преступник подвергал их удушению, после чего проводил над их телами различные постмортальные манипуляции и сбрасывал их тела в воды рек Саут-Ривер и Чаттахучи на территории Атланты.
Большинство похищений жертв были совершены в районах, населенными цветными меньшинствами, однако показания свидетелей исчезновения детей и молодых мужчин практически всегда противоречили друг другу. По невероятному стечению обстоятельств, часть жертв серийного убийцы состояла в знакомстве друг с другом, однако это обстоятельство никак не способствовало разоблачению серийного убийцы или убийцам, несмотря на то, что по версии следствия он был одним из их знакомых.

### Первый период убийств

#### 1979 год
- Первым из 22 детей, чьи имена оказались в списке как пропавшие без вести или погибшие, был 14-летний Эдвард Хоуп «Тедди» Смит. В последний раз Смит был замечен живым 25 июля 1979 года. Эдди Юджин, владелец скейт-парка «Greenbrier Skating rink», видел, как он покидал скейт-парк с друзьями рано утром того дня. Девушка Смита заявила, что встречалась с ним около полудня 25 июля. Его труп был обнаружен 28 июля 1979 года женщиной, собиравшей алюминиевые банки в юго-западной части города. Смит был застрелен выстрелом в грудь, причём пуля прошла навылет. Носки и кепка Смита, которые были на нём в день исчезновения найдены не были. При обследовании района, где было найдено тело Смита, полиция обнаружила второе тело примерно в 60 метрах. Тело было сильно разложившимся. В социально-жилищном комплексе, где проживал Эдвард Смит, также проживала другая жертва — 15-летний Терри Пью и 15-летний Ли Гуч, который в 1980 году пропал без вести и одно время рассматривался оперативной группой по расследованию убийств детей в Атланте как потенциальная жертва, пока его местонахождение не было найдено. В ходе расследования смерти Смита, было установлено, что подросток увлекался карате и часто посещал спортзал, который был расположен недалеко от места, где было обнаружено его тело[15].

- 14-летний Альфред Джеймс Эванс. Пропал без вести также 25 июля 1979 года. Его тело было найдено примерно в 60 метрах от тела Эдварда Хоупа. Причиной смерти Эванса явилось удушение. Тело было сильно разложившимся. Эванс учился в 8 классе и проживал вместе с матерью. Свободное время он проводил за просмотром фильмов о карате, боксе и игрой в баскетбол в общественном центре «East Lake Meadows».  Свидетель, Рэнди Джо Хит, рассказал полиции, что подвёз Эванса до автобусной остановки, где Эванс сел в автобус до кинотеатра, где он планировал посмотреть фильм о боевых искусствах. Ряд свидетелей заявили, что вечером 25 июля видели Эванса и Хоупа на одной и той же молодёжной вечеринке, которая проходила в одном из частных домов Атланты. В деле Эванса существовали многочисленные[что?] между ним и другими жертвами серийного убийцы. Мать Эванса, Лоис Эванс, дружила с Дорис Белл, матерью жертвы Джозефа Белла. Сам Альфред Эванс также был знаком с другой жертвой — 16-летним Патриком Роджерсом. Некоторое время Роджерс встречался с двоюродной сестрой Альфреда. На теле Эванса были обнаружены четыре ворсовых волокна. В ходе расследования полиция установила, что Хоуп и Эванс являлись членами одной из уличных подростковых банд, которая летом 1979 года ввязалась в войну с другими уличными бандами за передел сфер влияния наркоторговли в городе. Согласно одной из версий расследования, незаконный оборот наркотиков и месть со стороны членов конкурирующей уличной банды могли стать причинами их смерти, и эти убийства вполне могут быть не связаны с другими.

- 14-летний Милтон Харви. Пропал без вести 4 сентября 1979 года.  Он жил со своей матерью и отчимом, Патрисией и Роем Эллис. В отличие от многих детей-жертв из Атланты, Харви проживал в социально-благополучной обстановке. В день исчезновения  Харви не пошёл в школу и остался дома. Он одолжил скоростной велосипед жёлтого цвета у друга, чтобы проехать примерно 3 километра до банка «Citizens & Southern bank»  и оплатить счёт кредитной картой своей матери. Сотрудники банка впоследствии заявили, что Милтон появился в банке и оплатил счёт. Последний раз Харви видели в полдень 4 сентября 1979 года. Мужчина, работающий в одной из строительной компании сообщил полиции, что видел подростка на жёлтом велосипеде, который катался по тротуару, но вскоре исчез. Спустя некоторое время, по словам свидетеля, он увидел двух подозрительных чернокожих молодых мужчин, которые катили по тротуару детский велосипед жёлтого цвета в направлении южной части города, очень похожий на тот, на котором был замечен Харви. Через неделю после исчезновения мальчик жёлтый скоростной велосипед был найден рядом с сосной на отдалённой грунтовой дороге. Грунтовая дорога проходила между домом Харви и банком. 16 ноября 1979 года сильно скелетированные останки Милтона Харви были найдены в сельской местности на расстоянии 15 километров от Атланты. Из-за сильной степени разложения судебно-медицинский эксперт затруднился определить причину его смерти. Среди остатков его одежды, носки и обувь мальчика обнаружить не удалось. В ходе расследования у следствия появился подозреваемый. Один из полицейских осведомителей заявил сотрудникам правоохранительных органов о своём 27-летнем знакомом, который якобы похитил и убил Харви, однако наводка информатора ни к чему не привела, так как подозреваемый сумел доказать алиби на день исчезновения мальчика[16][17].

- 9-летний Юсуф Али Белл. Пропал без вести 21 октября 1979 года. Он проживал вместе со своей матерью Камиллой Белл, братом Джонатаном и сестрами Тонией и Мари. Отец мальчика проживал отдельно от семьи. Юсеф Белл являлся весьма одарённым учеником, которого все характеризовали крайне положительно. Несмотря на свой юный возраст, мальчик был популярен в школе и округе. 21 октября 1979 года Белл выполнял поручение своей пожилой соседки, которая дала ему 17 центов для того, чтобы он купил для неё табак в магазине, расположенном недалеко от их дома. Последний раз Белла видели садящимся в синюю машину напротив магазина, где он совершал покупки. Тело Белла было обнаружено 8 ноября 1979 года 30-летним уборщиком Джоном Генри Таем в подвале заброшенного школьного здания. Судебно-медицинский эксперт установил, что Белл был задушен, но перед этим получил травму головы от удара тупым предметом. В ходе расследования следователями были обнаружены на его шортах ворсовые волокна зелёного цвета, однако сами шорты были подвергнуты стирке. Смерть мальчика во многом способствовала окончательному формированию оперативной целевой группы. В деле убийства Белла был подозреваемый, который являлся его собственным отцом. Однако мать Юсефа, Камилла Белл, которая состояла в разводе с его отцом, впоследствии всячески опровергала эти подозрения в адрес бывшего мужа. Белл, задушенный руками, был единственным из жертв, чьё тело было обнаружено тщательно спрятанным от посторонних глаз. После смерти Белла, его мать Камилла, активно участвовавшая в движении за гражданские права, обладавшая даром красноречия, потребовала проведения широкого расследования убийств детей. Общественная работы Камиллы Белл в дальнейшем способствовало развитию общественного резонанса и привлечения внимания жителей всей страны к событиям в Атланте[18][19].

#### 1980 год
- 12-летняя Энджел Латрис Ленэйр. Пропала без вести 4 марта 1980 года. Проживала со своей матерью  Винус Тейлор и двумя братьями и сестрами. Её отец, Ричард Ленэйр, не проживал вместе с семьёй. 4 марта 1980 года Ленэйр выполнила домашнее задание и отправилась в дом подруги около 16:00 в день своего исчезновения. Подруга девочки заявила, что Энджел добралась до её дома, где они смотрели по телевизору телешоу, после чего девочка ушла домой. 10 марта 1980 года тело девочки было найдено привязанным к дереву, расположенном на расстоянии примерно 3 километров от её дома. Вокруг её шеи был обмотан электрический провод, а во рту было белое женское нижнее белье, которое ей не принадлежало. Судебно-медицинский эксперт определил причину смерти Энджел Ленэйр как смерть от удушения электрическим шнуром. Судебно-медицинский эксперт постановил, что 12-летняя девочка не была изнасилована, но уже не являлась девственницей. В ходе расследования появились два подозреваемых, одни из которых носил электрический шнур в качестве ремня для поддержки брюк и ранее подвергался уголовной ответственности за похищение ребёнка, однако впоследствии им не было предъявлено никаких обвинений.

- 10-летний Джеффри Ламар Мэтис. Пропал без вести 11 марта 1980 года. В день исчезновения, примерно в 19:00 мать Мэтиса отправила его купить сигареты на станцию техобслуживания под названием «Star». Сотрудники магазина заявили полиции, что Мэтис там появился. Ещё один свидетель, женщина-парикмахер, знакомая его матери, заявила полиции что Джеффри постучал в окно парикмахерской вечером того дня, после сел в машину синего цвета, где находились двое мужчин, один из которых был белым, а второй афроамериканцем. Ещё один свидетель, Уилли Тернер, утверждал, что видел Мэтиса напротив торгового центра «Stewart-Lake» примерно через две недели после того, как он якобы исчез возле автомобиля синего цвета. По словам Тернера в машине находился темнокожий мужчина. Скелетированные останки мальчика были обнаружены почти год спустя, 19 февраля 1981 года агентами ФБР на расстоянии примерно 10 километров от его дома в густом лесу. Незадолго до своего исчезновения, Мэтис и ряд его одноклассников стали свидетелями того, как темнокожий мужчина пытался заманить детей возле их средней школы в свой автомобиль синего цвета. Дети, которых мужчины пытались заманить в машину, запомнили номерной знак транспортного средства и заявили об этом в полицию. Братья Мэтиса впоследствии утверждали, что синий автомобиль с таким же номерным знаком стоял несколько дней  недалеко от их дома, перед тем как Джеффри пропал без вести[20].

- 14-летний Эрик Антонио Миддлбрукс. Пропал без вести 18 мая 1980 года. Проживал вместе с приёмными родителями Робертом и Эвелин Миллер. Его биологическая мать, Шарлин Миддлбрукс, бросила его, когда ему было 4 месяца. Старший сводный брат Миддлбрукс, Керри Миддлбрукс, был офицером полиции Атланты. 18 мая 1980 года Эрику кто-то позвонил в 22:00, после чего он уехал из дома на своём велосипеде. Личность звонившего, как и цель отъезда Миддлбрукса так никогда и не была установлена. Его приёмная мать вспоминала впоследствии, что вечером в день исчезновения, Эрик искал в доме молоток для ремонта велосипеда. По одной из версий, парень  направлялся в магазин с поручением от соседа. В 7:00 утра 19 мая 1980 года тело Миддлбрукса было найдено примерно в 1 километре от его дома за баром под названием «Hope-U-Like-It». Он был полностью одет, но его карманы были вывернуты наизнанку. Денег и никаких других предметов рядом с ним обнаружено не было. Причиной смерти Миддлбрукса стала черепно-мозговая травма в результате удара тупым предметом по голове. Причастность серийного убийцы к его смерти подвергалась сомнению. Так в ходе расследования было установлено, что незадолго до своего исчезновения Эрик дал показания против других молодых людей в ходе судебного процесса, и его смерть могла быть результатом мести. Судебно-медицинский эксперт, проводивший вскрытие тела Миддлбрукса, отклонил версию о том что причиной смерти мальчика мог быть несчастный случай в результате его падения с велосипеда, который был обнаружен рядом с его трупом, так как на теле мальчика было обнаружено два ножевых ранения — в грудь и руку. На туфлях Мидллбрукса были обнаружены волокна ковра, застрявшие в их подошве[21].

- 12-летний Кристофер Филипп Ричардсон. Пропал без вести 9 июня 1980 года. Он жил со своими бабушкой и дедушкой. На момент его исчезновения, его отец, Томас Ричардсон-младший, отбывал уголовное наказание в виде 15 лет лишения свободы по обвинению в ограблении. В последний раз Ричардсон была замечен живым возле ресторана «Krystal» недалеко от торгового центра «Belvedere Plazaer». По словам его друзей, Кристофер намеревался отправиться в спортивно-оздоровительный комплекс с целью поплавать в бассейне. 9 января 1981 года скелетированные останки Ричардсона были найдены рядом с останками другой жертвой в лесистой местности, на расстоянии примерно 1 километра от того места, где в 1979 году было найдено тело Милтона Харви. Идентификация Ричардсона подвергалась сомнению. Во время судебно-медицинской экспертизы, судебно-медицинский эксперт первоначально заявил, что зубы, найденные на месте обнаружения останков, не совпадали с зубами Ричардсона согласно сравнению найденных зубов с рентгеновскими прижизненными снимками челюстей Ричардсона, однако впоследствии зубы, найденные на месте обнаружения скелета были утеряны. Родственники мальчика заявили, что плавки, найденные среди останков не принадлежали Ричардсону. Рядом с останками были найдены многочисленные предметы, в том числе журнал «Пентхаус», гильзы от дробовика, журнал «Галерея», окурок сигареты и ряд других. С помощью криминалистическо-дактилоскопической экспертизы отпечатков пальцев, снятых со страниц журналов была установлена личность подозреваемого, однако его причастность к совершению похищения и убийству Ричардсону доказать не удалось. Практически рядом с останками Ричардсона находился скелет другого мальчика, который позже был идентифицирован как 11-летний Эрл Террелл. В ходе расследования было установлено, что Террелл состоял в знакомстве с Кристофером Ричардсоном и в последний раз был замечен живым 30 июля 1980 года, когда он выходил из парка или бассейна в своём районе на юго-востоке Атланты. Из-за близости расположения останков, полиция предположила, что за убийства Ричардсона, Терелла и Харви несёт ответственность один и тот же человек, чья причастность к совершению других убийства подвергалась сомнению[22].

- 7-летняя Латоня Йоветт Уилсон. Пропала без вести 22 июня 1980 года. Она проживала со своими родителями Кларенсом и Эллой Уилсон, и несколькими братьями и сестрами на втором этаже в квартиры. Уилсон была похищена из квартиры своей семьи ранним утром 22 июня 1980 года. В отличие от других уголовных дел по факту исчезновения других детей, в деле исчезновения девочки было несколько свидетелей и возможных подозреваемых. Первый свидетель, Глэдис Дерден, заявила, что видела, как неизвестный ей чернокожий мужчина залез в окно второго этажа утром в день похищения Уилсона. По словам женщины, похититель вышел через заднюю дверь дома, оставив её слегка приоткрытой. Чтобы похитить девочку, мужчине пришлось перелезть через кровать брата Уилсон и пройти мимо спальни её родителей, однако ни один из членов семьи Уилсон по неустановленным причинам не проснулся. Женщина утверждала, что выйдя из дома, спустя несколько минут, стала свидетелем того, как похититель на парковке возле жилого дома стоял рядом с девочкой и непринуждённо  разговаривая с другим чернокожим мужчиной. По странному стечению обстоятельств, этажом выше квартиры Уилсонов проживал последняя жертва в серии убийств — Натаниэль Кейтер. Сосед Уилсонов, Амп Уайли сообщил полиции, что в день похищения девочки видел фургон старой модели с двумя мужчинами и женщиной, ожидавшими у задней двери дома, где находилась квартира Уилсона. Уайли утверждал, что в квартире Уилсона слышал шум и крики матери девочки, которую он увидел спустя полтора часа на балконе. По словам Ампа Уайли, он попытался поговорить с женщиной, но она отказалась с ним что-либо обсуждать. Скелетированные останки  Латони Уилсон были обнаружены на окраине Атланты в лесистой местности, но в непосредственной близости от улиц. Следствие предполагало, что в деле похищения девочки были замешаны его родители. Отец Латони в ходе расследования был допрошен сотрудниками правоохранительных органов, но он настаивал на своей непричастности, хотя его показания были подвергнуты сомнению. Причина её смерти как и роль её родителей в этом впоследствии так и не были установлены. В 1981 году один из строительных работников, проводящий ремонтные работы в квартире Уилсонов незадолго до похищения Латони признался в её убийстве. После его ареста полиция обнаружила в его квартире вырезки из газет, посвященные серии убийств в Атланте с фотографиями жертв, но он не был осуждён[23].

- 10-летний Аарон Дарнелл Уич. Пропал без вести 23 июня 1980 года. Уич проживал в социально-жилищном комплексе  «Томасвилл-Хайтс» со своей матерью.  Квартира Уича находилась в жилом комплексе  рядом с квартирой другой жертвы Патрика Роджерса, который был его другом. В последний раз Аарон был замечен живым в продуктовом магазине «Tanner's Corner», расположенном на расстоянии 500 метров от его дома. Свидетель видел, как Уич садился в автомобиль марки «Chevrolet» бело-голубого цвета, где находились двое незнакомых ему мужчин. Транспортное средство, описанное свидетелем, соответствовало описанию транспортного средства, водитель которого пытался заманить детей возле средней школы, где учился другая жертва Джеффри Мэтис. Другая свидетельница сообщила полиции, что видела, как мальчик уходил из магазина вместе с темнокожим мужчиной, находящимся в возрасте около 30 лет, имевшим растительность на лице. По словам женщины, Аарон с ней поздоровался и в компании незнакомого мужчины чувствовал себя весьма комфортно. Свидетельница утверждала, что Уич добровольно сел в автомобиль марки «Chevrolet» выпуска конца 70-х, после чего они уехали. Один из друзей Уича утверждал, что видел его прмиерно в 18:00 23 июня в торговом центре, который был расположен на расстоянии километра от продуктового магазина «Tanner's Corner». На следующий день, 24 июня 1980 года, тело Аарона Уича было найдено на территории округа Де-Калб под мостом, который был расположен на расстоянии 2 километров от торгового центра, где его предположительно могли видеть в последний раз. Наличие мальчика среди жертв серийного убийцы также было предметом многочисленных споров из-за сомнительных обстоятельств его гибели. В ходе расследования было установлено, что Уич разбился после падения на землю с моста высотой 8 метров. Первоначально его смерть была классифицирована как несчастный случай. Однако родственники Аарона утверждали сотрудникам полиции, что мальчик боялся высоты и избегал посещения мостов. В конечном итоге имя Аарона Уича было добавлено в официальный список жертв серийного убийцы,так как следствие предположило что падение мальчика могло быть вследствие насильственных действий со стороны кого-либо[24].

- 9-летний Энтони Бернард Картер. Пропал без вести 6 июля 1980 года. Несмотря на юный возраст, Картер часто был замечен в поиске случайных заработков недалеко от торгового центра «West End». В последний раз был замечен недалеко от его дома, когда он играл в прятки с двоюродным братом. Брат свидетельствовал, что в какой-то момент во время игры, Энтони исчез, однако долгое время факту исчезновения мальчика не придавали значения, полагая что это всего лишь элемент игры. Тело Картера было найдено на следующий день, 7 июля 1980 года, в здании, где располагался склад. Официальной причиной смерти Картера были множественные ножевые ранения. Полиция первоначально не связывала его смерть со смертью остальных детей, но позже Картер был включен в список жертв, так как на его теле были обнаружены ворсинки от ворсовых покрытий обивок салонов автомобилей и напольных ковриков.

- 19-летний Эрл Ли Террелл. Пропал без вести 30 июля 1980 года. Проживал вместе со своей матерью Беверли Белт, отчимом Джеймсом Белтом и братьями и сестрами. Его тетя, Вики Террелл, жила в доме по соседству. В отличие от других жертв серийного убийцы в Атланте, Террелл мало времени проводил на улице. В день своего исчезновения Террелл был с родственниками в бассейне, расположенном на расстоянии 1 километра от его дома. Во время купания в бассейне, Террелл с другим мальчиком дважды учиняли драку, после чего  спасатель Оливия Хиксон прогнала его. Дальнейшие свидетельства оказались крайне противоречивы. Сотрудники бассейна утверждали, что Террелл после того, как ему запретили находиться на территории комплекса, дожидался своих родственников в холле здания. Другой свидетель заявил, что видел его примерно в 15:30 на улице города, на расстоянии примерно 1 километра от бассейна. Один из знакомых Террела свидетельствовал о том, что встретил его в магазине недалеко от его дома. Согласно другим показаниям,  Терелл был замечен рядом с домом возле бассейна, где проживал его друг, которого в тот момент не оказалось дома. Террелл был одет в золотые плавки, которые он позаимствовал у своего брата. Ранним утром 31 июля 1980 года мужчина, личность которого установить не удалось, дважды позвонил домой тете Террелла. Он заявил, что похитил Эрла и держит его в заложниках на территории штата Алабама. Во время второго звонка звонивший потребовал 200 долларов в качестве выкупа и пообещал перезвонить 1 августа 1980 года, но звонка так от него и не поступило[25]. Останки Эрла Террелла были найдены 9 января 1981 года рядом с останками жертвы Кристофера Ричардсона, на расстоянии примерно 1 километра от того места, где в 1979 году были найдены скелетированные останки другой жертвы Милтона Харви. На останках Террелла были плавки золотистого цвета, в которых он в день исчезновения посещал бассейн. Плавки принадлежали его брату, который их опознал[26].

- 12-летний Клиффорд Эмануэль Джонс. Пропал без вести 20 августа 1980 года. В день исчезновения Клиффорд  и его брат Эмануэль Джонс зашли в местный магазин недалеко от дома, после чего принялись  собирать алюминиевые банки, чтобы потом обменять их на деньги. Эммануэль Джонс свидетельствовал, что вечером того дня, около 20:00 они с братом разделились, после чего Клиффорд пропал без вести. Утром 21 августа 1980 года тело Джонса было найдено рядом с мусорным контейнером возле прачечной самообслуживания, расположенной в торговом центре «Hollywood Plaza». Родственники Джонса утверждали, что днём ранее осматривали это место, но тела там не было. Судебно-медицинский эксперт, делавший вскрытие, постановил что мальчик был задушен, но перед смертью был подвергнут избиению. На теле Джонса была одежда, которая по словам его родственников ему не принадлежала. На шортах, в которые он был одет были обнаружены светло-коричневые синтетические ворсинки, которые были идентифицированы как ворсинки коврового покрытия.

- 11-летний Дэррон Гласс. Пропал без вести 14 сентября 1980 года. Гласс попал под опеку органов опеки и попечительства в 1980 году после смерти его родителей. За три месяца до своего исчезновения он был определён в приёмную семью, где его приёмной матерью стала Фанни Мэй Смит. У Дэррона были признаки умственной отсталости. На основании тестов у Гласса был выявлен порог коэффициента интеллекта в 138 баллов. Утром, в день своего исчезновения Даррон Гласс отправился на стадион, где посмотрел футбольный матч. Он  вернулся домой примерно в 16:00, но пробыл дома недолго, после чего снова вышел на улицу и пропал без вести. Его приёмная мать Фанни Смит утверждала, что вечером того дня ей позвонил ребёнок,  назвавшийся Дэрроном, но он быстро повесил трубку, прежде чем она смогла с ним поговорить. Местонахождение Гласса в последующие годы так и не было установлено, вследствие чего его истинная судьба осталась неизвестной. Тем не менее, он был включён в официальный список жертв серийного убийцы. Приёмный брат Гласса, Эрик Карр впоследствии заявил, что Дэррон не был убит, а сбежал из дома. Он утверждал, что знал о его местонахождении и получал от него звонки вплоть до ноября 1980 года, после чего их связь прервалась. Сотрудник службы опеки и попечительства Томас Бейли свидетельствовал, что во время исчезновения мальчика в службе опеки рассматривался вопрос о переводе Дэррона в другую приёмную семью, так как в доме Фанни Смит были замечены личности, которых подозревали в употреблении и торговле наркотиков. Томас Бейли подозревал, что к исчезновению мальчика причастна его старшая сестра, которая проживала на территории другого штата. Бейли заявил сотрудникам правоохранительных органов, что после исчезновения Дэррона, он позвонил его сестре и рассказал ей об исчезновении её брата, но девушка неожиданно повесила трубку и впоследствии более не отвечала на его звонки.

- 10-летний Чарльз Стивенс. Пропал без вести 9 октября 1980 года. Чарльз проживал вместе со своими родителями Эрнестин и Чарльзом Стивенсом-старшим и сестрой Тиной Л. Стивенс. Стивенс являлся другом другой жертвы, 14-летнего Луби Джитеру. Последний раз Стивенс был замечен живым возле своего дома. По свидетельству родственников, он намеревался навестить друга, который проживал в социальном жилищном комплексе «Carver Homes». На следующий день, 10 октября 1980 года, тело Стивенса было найдено на травянистом холме недалеко от заднего входа в один из трейлерных парков. Это место находилось на расстоянии 5 километров от его дома. Мальчик был частично раздет. Из предметов его одежды пропали футболка, носки и один ботинок. Его шорты были обнаружены на расстоянии около 300 метров от его тела.   В качестве причины смерти судмедэксперт определил асфиксию. На теле Стивенса были обнаружены многочисленные ворсовые волокна, два белых человеческих волоса и собачья шерсть. На шортах и нижнем белье Стивенса было найдено два лобковых волоска, которые ему не принадлежали

- 10-летний Аарон Джексон-младший. Пропал без вести 1 ноября 1980 года. Проживал вместе со своим отцом, Аароном Джексоном-старшим и четырьмя своими братьями и сестрами. Его мать, Бенни Джексон, жила в Вашингтоне, округ Колумбия. Аарон переехал в Атланту со своим отцом в 1978 году. Джексон много свободного времени проводил в окрестностях социально-жилищного комплекса «Томасвилл-Хайтс» и являлся другом двух жертв серийного убийцы — 10-летнего Аарона Уича и 16-летнего Патрика Роджерса. В день исчезновения  Джексон был замечен в окрестностях одного из торговых центров. На следующий день, 2 ноября 1980 года, его тело было найдено на юго-восточном берегу реки Саут-Ривер, рядом с мостом на расстоянии более 10 километров от его дома. По результатам судебно-медицинской экспертизы было установлено, что Аарон Джексон был задушен.

- 16-летний Патрик «Пэт Мэн» Роджерс. Пропал без вести 10 ноября 1980 года. Проживал в социальном жилищном комплексе «Томасвилл Хайтс» вместе со своей матерью, Энни Грейс Роджерс, тремя братьями и четырьмя сестрами. Роджерс учился в средней школе «Grady High School» и пользовался популярностью в школе и округе. В свободное от занятий время, Роджерс увлекался пением и танцами, стремясь на этом поприще добиться успеха. Дело Роджерса являлось одним из доказательств теории о том, что убийства совершаются серийным убийцей. Роджерс был знаком как  минимум с 5 убитыми детьми и подростками и согласно показаниям его родственников и знакомых — вёл самостоятельное расследование, утверждая что близок к разоблачению преступника, который по его словам являлся знакомым ему человеком и который был знаком с его друзьями, в том числе с теми, кто уже был убит, а именно с 10-летним Аароном Уичем, 9-летним Аарона Джексоном, 10-летним Дэрроном Глассом, 14-летним Люби Джитером и 13-летним Кертисом Уокером. Тело Патрика Роджерса было обнаружено 7 декабря 1980 года на берегу реки Чаттахучи на территории округа Кобб, к западу от Атланты. Смерть Роджерса стала следствием травмы головы, полученной тупым предметом. Его тело, как и тела других жертв, вероятно было сброшено с моста, но полиция была не уверена в связи его смерти со смертью другими детей, так как Роджерс был весьма популярен в округе, имел множество как друзей, так и врагов и во время своего исчезновения разыскивался полицией по обвинению в совершении ограбления. После смерти Роджерса, ряд его знакомых заявили полиции, что Патрик собирался встретиться с молодым афроамериканцем для записи своих песен. За неделю до исчезновения Роджерса, чернокожий мужчина был замечен оставляющим листовки в жилищном комплексе «Томасвилл Хайтс». Мужчина приглашал молодых людей на прослушивание в музыкальную группу[27].

#### 1981 год
- 14-летний Луби «Чак» Джитер-младший. Пропал без вести 3 января 1981 года. Проживал вместе с родителями и другими родственниками. У Джитера была отличная посещаемость в школе. Знакомые характеризовали  его описывали как трудолюбивого и умного подростка. В свободное от работы время Джитер подрабатывал в автомойке под названием «National Pride», где он покупал  освежители воздуха «Zep Gel». В день исчезновения его старший брат высадил его у торгового центра, где Джитер принялся продавать освежители воздуха, после чего пропал без вести. Продавец магазина, расположенного в торговом центре видел как в процессе торговли Луби, одетый в примечательное пальто фиолетового цвета и зелёную рубашку поочередно садился в автомобили покупателей, которые были красного, белого и черно-белого цвета. 5 февраля 1981 года, почти через месяц после его исчезновения, тело Джитера было найдено собакой, которая разбирала ловушки для кроликов в лесистой местности на расстоянии около 10 километров  от того места, где его видели в последний раз. Тело подростка было практически полностью обнажено. Его брючной ремень синего цвета были найден в сумке, которая лежала на глубине около 1 метра в близлежащем ручье в 600 метрах от места расположения трупа. Ботинки и рубашка Джитера были обнаружены его знакомыми недалеко от его дома и впоследствии опознаны его родственниками как принадлежавшие ему. Судебно-медицинский эксперт, проводивший вскрытие тела ребёнка, установил что Джитер погиб от удушения, но следы на его шее и на мышцах шеи свидетельствовали о том, что мальчик был задушен человеком, который применил по отношению к нему удушающий захват. На его теле следователи в ходе расследования также обнаружили частицы ворса разного цвета.

- 15-летний Терри Лоренцо Пью. Пропал без вести 22 января 1981 года. Проживал вместе с родителями Кларенсом и Хелен Пью. У него было три сестры и шесть братьев. Терри был знаком с жертвой Луби Джитером. В ходе расследования смерти парня, полиция нашла множество свидетелей, которые заявили, что видели Терри в день исчезновения в разных местах. Его брат Тони рассказал следователям, что видел как Терри садился в автобус  около 15:00 для того чтобы отправиться в центр города.  16-летний сосед Пью - Клинтон Сьюэлл заявил, что Пью попросил его поиграть с ним в баскетбол в день его исчезновения, но он ему отказал из-за дождя. Сьюэлл утверждал, что видел через окно как Терри в одиночку направился в сторону расположения спортивной площадки. Ряд свидетелей заявили, что Терри Пью провёл с ними несколько часов в круглосуточном ресторане быстрого питания, после чего Терри по их словам отправился собирать бутылки и алюминиевые банки для последующего их обмена на деньги. 23 января 1981 года тело Пью было найдено в округе Рокдейл, на расстоянии примерно 15 километров от места где он был замечен живым в последний раз и на расстоянии 30 километров от его дома. По результатам судебно-медицинской экспертизы было установлено, что Терри Пью был задушен, однако судебно-медицинский эксперт постановил, что перед смертью мальчик был избит — на его  локте были обнаружены ссадины, а на голове — несколько синяков. На его теле было обнаружено множество ворсовых волокон.

- 12-летний Патрик Уэйн Балтазар. Пропал без вести 6 февраля 1981 года. Рос в социально-неблагополучной обстановке. Балтазар жил вместе с мачехой Шейлой и братьями Роджером и Дональдом. Его отец  Рассел Балтазар проживал в нескольких кварталах от его дома со своей новой семьей. Мать Патрика - Грейс проживала в Новом Орлеане вместе  девятью братьями и четырьмя сестрами Патрика. Балтазар в свободное время от учёбы  подрабатывал уборщиком  в ресторане «Fisherman's Cove», посудомойщиком в кафе «Papa's Country Buffet» продавцом газет  и сахарной ваты в магазине «Galaxy Three Arcade». В день исчезновения мальчик был замечен на рабочем месте своего отца, который дал ему денег для того, чтобы Патрик посетил боксерский матч. Позже свидетели сообщили, что видели его примерно в полночь в зале игровых автоматов на территории торгово-развлекательного комплекса «Omni». В деле Балтазара был выявлен факт халатности со стороны сотрудника оперативной целевой группы. В день исчезновения Патрик  воспользовался местным телефоном-автоматом, чтобы позвонить по телефону горячей линии и обратиться за помощью. Мальчик заявил, что некий темнокожий мужчина  пытался заманить его и друга в автомобиль, однако заявление мальчика было проигнорировано, после чего Патрик пропал. Спустя месяц после обнаружения трупа Балтазара, в ходе расследования полиция установила личность его друга, который находился с Патриком в день, когда был совершен звонок, однако по прошествии нескольких недель, мальчик не сумел сообщить сотрудникам полиции ничего существенного, заявив только то, что он  расстался с Патриком после того, как они позвонили по телефону в оперативную группу. 13 февраля 1981 года тело Балтазара было найдено на пустыре сотрудниками компании, которая располагалась в одном из близлежащих зданий на расстоянии примерно 12 километров от того места, где он в последний раз был замечен живым[9]. Свидетель, Маргарет  Джексон сообщила полиции, что в день обнаружения трупа видела автомобиль «Chevy Impala» светло-зелёного цвета 1968-1969 годов выпуска, припаркованный в этом районе примерно в 7:15 утра. По версии следствия, именно водитель этой машины сбросил труп Бальтазара. Согласно показаниям свидетеля, за рулем машины находился белый мужчина, находящийся в возрасте около 20 лет с длинными каштановыми, близко посаженными глазами и небольшой растительностью на лице. Судмедэксперт округа Де-Калб определил причиной смерти Балтазара асфиксию в результате удушения.  На его теле и одежде были обнаружены волосы мужчины чёрного цвета и ворсовые волокна.

- 13-летний Кертис Ламар Уокер. Пропал без вести 19 февраля 1981 года. Известно, что Уокер находился в состоянии конфликта со своей матерью, которая запрещала ему покидать дом из убийств детей. В день исчезновения он нарушил запрет матери и вышел на улицу. В последний раз он был замечен живым его в оружейном магазине, расположенном недалеко от его дома, где он и его 8-летний брат ранее безуспешно пытались найти работу. Во время расследования его исчезновения, поисковая собака взяла след и проследила его запах до средней школы «Center Hill High School». От школы след вёл на шоссе, после чего он был утерян. По версии следствия, Уокер пропал без вести, после того как дошёл до шоссе и сел в автомобиль.  6 марта 1981 года тело Уокера было найдено зацепившимся за бревно в водах реки Саут-Ривер.  Он был найден в тот же день, когда было найдено тело жертвы Джеффри Мэтиса. Свидетель заявил, что за два дня до обнаружения его тела, видел старый автомобиль марки «Chevrolet» зелёного цвета, который был припаркован неподалеку от места, где был обнаружен труп мальчика. Место обнаружения трупа находилось примерно на расстоянии 700 метров  от баптистской церкви, где преподобный Эрл Полк в феврале получал звонки от человека, называвшего себя убийцей.  Судебно-медицинский эксперт постановил, что Кертис Уокер был задушен. Дядя Уокера, Стэнли Мюррей, был застрелен в конце 1981 года в том же районе, где было найдено тело Уокера. Мюррей не был включен в список жертв серийного убийцы.

- 15-летний Джозеф «Джо Джо» Юджин Белл. Рос в социально-неблагополучной обстановке. Проживал вместе с бабушкой. На момент исчезновения мальчика, его мать отбывала в тюрьме уголовное наказание по обвинению в убийстве его же собственного отца. Джозефф Белл имел множество родственников, включая сводных братьев и сестер, которые проживали в разных районах Атланты. Белл в последний раз был замечен живым приблизительно 2 марта 1981 года. Сотрудник ресторана быстрого питания «Cap'n Peg» заявил, что видел, как Белл выходил из ресторана, после чего  отправился на близлежащую спортивную площадку с целью поиграть в баскетбол с друзьями. Один из друзей парня — 21-летний Ладжин Лэстер, заявил, что был свидетелем того, как Белл в какой-то момент прервал игру и некоторое время общался с молодым афроамериканцем, находящимся за рулем автомобиля, после чего сел к нему в машину и они уехали. Через несколько дней после 2 марта 1981 года друг Белла, Стэнли Паркер, заявил, что видел Белла в доме своих общих знакомых. Согласно показаниям Паркера, Джозеф ему заявил, что за ним охотятся двое мужчин. Есть свидетельства о том, что парень был жив ещё несколько дней после того, как он был замечен в последний раз живым. 3 марта 1981 года помощнику менеджера ресторана «Cap'n Peg» позвонил человек, представившийся Джозефом Беллом. К удивлению помощника менеджера, звонивший назвал не только его имя, но и имя  менеджера, и имена всех известных ему сотрудников заведения. Согласно показаниям этого человека, Белл заявил во время телефонного разговора заявил, что его сейчас убьют, после чего связь прервалась. На следующий день в ресторан позвонила женщина и заявила, что Белл находится у её мужа и что Белл заметно отличался от других убитых детей. Звонившая посоветовала помощнику менеджера не обращаться в полицию. 7 марта 1981 года примерно в 19:00 вечера матери Белл дважды позвонила женщина, утверждавшая, что подросток у неё. Личности звонивших так и не были установлены. 19 апреля 1981 года тело Белла было найдено в округе Рокдейл неподалеку от берега реки Саут-Ривер.  Это место находится на расстоянии примерно 22 километров от того места, где его видели в последний раз живым. Тело мальчика было практически полностью обнаженным. Из-за крайней степени разложения тела, судебно-медицинский эксперт затруднился установить его причину смерти, но постановил, что он был скорее всего убит в первых числах марта, вскоре после своего исчезновения. В ходе расследования смерти Джозефа Белла полицией было установлено, что мальчик был замечен в занятии проституцией вместе со своим другом - другой жертвой серийного убийцы Тимоти Хиллом, который пропал через 9 дней после Белла.

- 13-летний Тимоти Линдейл Хилл. Проживал вместе со своей матерью Энни и четырьмя братьями и сестрами. Являлся лучшим другом жертвы Джозефа Белла. Хилл в последний раз был замечен живым 11 марта 1981 года со своей племянницей на заднем дворе их дома. Девочка сообщила полиции, что Тимоти уехал на такси с мужчиной, который дал Хиллу наркотик, который он употреблял прямо в салоне автомобиля.

### Второй период убийств

#### 1981 год
- 21-летний Эдди Ламар «Бубба» Дункан-младший. Проживал вместе со своей матерью, Бетти Дж. Дункан, братьями и сестрами. Был знаком с Тимоти Хиллом и Париком Роджерсом.  Дункан работал в небольшом продуктовом магазине на окраине Атланты, а также подрабатывал  в парикмахерской и в магазине под названием «Courtney's Games and Things». 20 марта 1981 года примерно в 14.00,  Дункан сел в автобус и отправился в химчистку, выполняя поручение 38-летнего Кэлвина Коулмена. Вечером того же дня они планировали  встретиться. Квитанции об оплате из химчистки показывали, что Дункан покинул её в 18:00 вечера, но так и не приехал к Коулману, после чего пропал без вести. В ходе расследования полиция установила личности нескольких свидетелей, которые утверждали что видели Дункана вечером того дня, но дали совершенно противоречивые сведения. Эрл Мэллори, который проживал недалеко от Эдди, заявил что видел, как Дункан в день исчезновения около 19:00 вечера направлялся домой. Мэллори утверждал, что ему даже удалось пообщаться с Дунканом, который в ходе разговора рассказал ему о своих планах отправиться вечером в один из баров и поиграть в бильярд.  Брат Дункана, 18-летний Рики Дункан заявил, что в утром в день исчезновения его брат заявил ему, что вечером отправится помочь одному человеку перенести вещи из его квартиры в грузовик, так как он переезжал на территорию штата Южная Каролина. Дункан утверждал, что за работу ему обещали заплатить 200 долларов. 15-летний сосед Дунканов также заявил полиции о том, что Дункан рассказывал ему о том, что собирается заработать вечером 20 марта 200 долларов, помогая одному из своих знакомых сбежать из Атланты. 31 марта 1981 года тело Эдди Дункана было обнаружено гребцами на каноэ на реке Чаттахучи в округе Дуглас. На его теле из одежды были только трусы. Тела Дункана и Хилла были единственными  в списке жертв серийного убийцы, чьи тела были обнаружены в этом районе. Все остальные тела, извлечённые из рек, находились в северо-западной части Атланты. Судебно-медицинский эксперт, проводивший вскрытие тела, не обнаружил на его теле следов физического насилия, но обнаружил в его легких воду, однако тем менее указал в качестве причины смерти — предположительно удушение, а не утопление. Свой вердикт он обосновал тем фактом, что Дункан вероятно был убит через несколько минут после его исчезновения и его тело находилось в водах реки около 10 дней, в течение которых в результате естественных механических воздействий, связанным с разложением трупа, в его ротовую полость и лёгкие попали песок и вода[28].

- 20-летний Ларри Юджин Роджерс. Страдал умственной отсталостью, имел невысокий рост и субтильное телосложение. Большую часть своего свободного времени Роджерс проводил вместе с местными детьми, играя в баскетбол и катаясь на велосипеде. Он не имел постоянного места работы и зарабатывал на жизнь случайными заработками, выполняя различные низкоквалифицированные работы. В деле исчезновения Ларри Роджерса существуют противоречивые сообщения о том, когда и где его видели в последний раз живым. Один свидетель сообщил, что видел, как он 30 марта 1981 года садился в автомобиль марки «Chevrolet» светло-зелёного цвета. Водитель автомобиля был описан им как чернокожий мужчина. Другой свидетель сообщил, что видел Роджерса живым на следующий день - 1 апреля 1981 года. 9 апреля 1981 года полиция обнаружила тело Ларри Роджерса на кухне одной из квартир, расположенной в заброшенном многоэтажном здании. Судмедэксперт установил, что причиной смерти Роджерса явилось удушение. Из-за обширных повреждений голосовых связок Роджерса судебно-медицинский эксперт пришёл к выводу, что методом удушения, скорее всего, был удушающий захват. На теле Роджерса было обнаружено семь ворсовых волокон. Несмотря на то, что Ларри Роджерсу было 20 лет он был включен в список жертв серийного убийцы из-за сходства методов похищения и избавления от тел убитых, которые преступник продемонстрировал в совершении убийств[29].

- 28-летний Джон Гарольд Портер. Вёл маргинальный образ жизни. В 1970-х Портер подвергался уголовной ответственности и проходил курс лечения в психиатрической клинике из-за проблем со здоровьем. До февраля 1980 года Портер проживал вместе со своей бабушкой Селите Аллен, которая выгнала Джона из дома после того, как он был замечен в растлении своего 3-летнего племянника. После ухода из дома бабушки, Портер вёл бродяжнический образ и некоторое время проживал со своей матерью на территории округа Фултон. В ходе расследования полиции не удалось установить день. когда Портер был замечен живым в последний раз. 12 апреля 1981 года его тело  было найдено на окраине Атланты, в одном из заброшенных частных домов. Портер был убит ударом ножа в область груди. В ходе судебно-медицинской экспертизы признаков удушения на его теле обнаружено не было. Несмотря на то, что Портер не соответствовал ни одному из критериев, по которым оперативная целевая группа включала убитых детей, юношей и мужчин в список жертв серийного убийцы, Портер был включен в список жертв, так как на его теле были обнаружены ворсовые волокна зелёного цвета.

- 21-летний Джимми Рэй Пейн проживал вместе со своей сестрой Эвелин Пэйн и отчимом Улой Джонс. Пэйн вёл маргинальный образ жизни и демонстрировал признаки психического расстройства. На момент смерти, Пэйн был безработным, не имел водительских прав и находился под присмотром психиатра из-за двух попыток самоубийства, которые он совершал ранее. В последний раз он был замечен живым 21 апреля 1981 года. Сестра Джимии сообщила полиции, что в день исчезновения он собирался отправиться в торговый центр с целью продажи коллекции редких монет 1951 года выпуска. Девушка Пэйна - Кэтрин Тернер утверждала, что первую половину дня они провели вместе с Пэйном, после чего он проводил её на автобусную остановку и отправился в торговый центр. Девушка заявила, что они планировали вечером того же дня снова встретиться, однако на встречу Джиммми так и не явился. В ходе расследования полиция обнаружила ещё несколько человек, которые утверждали, что также видели Пэйна во второй половине дня 21 апреля. 18-летний Джером Янг сообщил правоохранительным органам, что видел Пейна в магазине, где он пытался продать свою коллекцию монет. Другой свидетель заявил, что видел Пейна в компании с неизвестным ему темнокожим мужчиной, стоявших возле такси на шоссе недалеко от побережья реки Чаттахучи. По его словам, рядом с такси был припаркован автомобиль белого цвета. 27 апреля 1981 года тело Пейна было найдено в реке Чаттахучи. Судмедэксперт во время вскрытия затруднился с определением причины смерти, так как обнаружил в его легких воду, но впоследствии постановил, что Джимми Пейн был предположительно задушен. На теле Пэйна также были обнаружены ворсовые волокна. Он стал пятым, чей труп был извлечен из реки Чаттахучи, которая образует северо-западную границу Атланты и четвёртой взрослой жертвой подряд[30][31].

- 17-летний Уильям Барретт. В последний раз Барретта видели живым 11 мая 1981 года, когда он оплачивал счет за свою мать. Барретт был начинающим певцом и танцором. Он был знаком с другой жертвой из списка жертв серийного убийцы Патриком  Роджерсом, с которыми они вместе занимались танцами в одном из учебно-общественных центров Атланты. Тело Барретта было обнаружено 12 мая 1981 года  в лесистой местности на окраине Атланты.  По результатам судебно-медицинской экспертизы было установлено, что Баррет был задушен. После убийства юноши преступник согласно заключению экспертизы нанес в правую часть его живота два удара ножом. На теле Баррета были обнаружены ворсовые волокна, а также собачья шерсть.

- 28-летний Натаниэль Кейтер. Согласно официальной версии следствия, пропал без вести вечером 21 мая 1981 года. Кейтер вёл маргинальный образ жизни и на момент смерти проживал  в одном из отелей Атланты под названием «Falcon Hotel» вместе с другом  Джоном Хели. В ходе расследования полиция обнаружила свидетелей, которые дали противоречивые показания о том, где и когда они видели они Кейтера в последний раз. Коллега Кейтера по работе Роберт  Генри заявил, что видел, как Натаниэль вечером 21 мая покидал кинотеатр под названием «Риальто», держась за руки с молодым афроамериканцем. Сотрудник отеля, где жил Кейтер, заявил что Натаниэль покинул отель в 15.00 21 мая, после чего более не был там замечен.   24 мая 1981 года тело Кейтера было найдено двумя мальчиками-рыболовами в 500 метрах к югу от ближайшего моста в водах реки Чаттахучи. Место обнаружения тела Кейтера находилось недалеко от того места, где 27 апреля 1981 года был найден труп Джимми Рэя Пейна. Тело Кейтера было полностью обнажено. Судебно-медицинский эксперт определил причину его смерти как удушение путем удушающего захвата. В волосах Кейтера также были обнаружены ворсовые волокна и волоски собачьей шерсти. После того, как Кейтер был найден мёртвым, его сосед по комнате, Джон Хенли заявил коллегам Кейтера на рабочем месте, что Натаниэлю за неделю до смерти угрожали двое мужчин, один из которых был темнокожим, а другой белым[32].

## Подозреваемые

### Уэйн Уильямс

Уэйн Уильямс в 1981 году

После того как преступник по неустановленным причинам начал сбрасывать тела своих жертв в воды рек Чаттахучи и Саут-ривер, в начале мая 1981 года целевая группа организовала скрытое полицейское наблюдение за 14 мостами, проходящими через эти реки. Незадолго до 3 часов ночи 22 мая 1981 Боб Кэмпбелл, новобранец полиции Атланты, во время несения дежурства под мостом «Jackson Parkway», проходящим через реку Чаттахучи, связался по радиосвязи со своими коллегами, дежурившими на другом конце моста и заявил, что на мост въехал автомобиль, который остановился на середине моста, после чего в реке раздался шумный всплеск от падения в её воды большого предмета. На основании сообщений Кэмпбелла, его коллеги заметили на мосту  автомобиль марки «Chevrolet», который проехал мост, развернулся возле парковки винного магазина, после чего снова вьехал на мост и свернул с него на межштатную автомагистраль 285, где и был остановлен. За его рулем находился 23-летний Уэйн Уильямс, который был опрошен. Уильямс объяснил, что направлялся на встречу с девушкой по имени Шерил Джонсон, с которой у него якобы был запланирован разговор в 7 часов утра по поводу её музыкального прослушивания, назвал её адрес и показал её телефонный номер, однако проверив и удостоверившись, что по такому адресу никто не проживает, и такого номера не существует, полицейские задержали Уильямса.
Представители правоохранительных органов утверждали, что Уильямс во время задержания не признал факт остановки на мосту и факт того, что он что-либо сбрасывал с моста в реку.Во время выяснения обстоятельств, сотрудники полиции допрашивали его в течение 2 часов на месте происшествия и осмотрели салон его автомобиля.
По словам агента ФБР Грега Джиллиленда, который первым допросил Уильямса тем утром, Уильямс стал нервничать и задал им вопрос: «Я знаю, это из-за тех мальчиков, не так ли?». Джиллиленд утверждал, что, когда он подошёл к автомобилю Уильямса, он в его салоне заметил два коричневых продуктовых пакета, несколько картонных коробок, фонарик, замшевые перчатки, ковёр, набитый собачьей шерстью семейной немецкой овчарки и пару длинных штанов, которые, по словам Уильямса, были одеждой, которую он надевал для игры в баскетбол. Агент ФБР Филип Майкл Маккомас утверждал, что видел на сиденье автомобиля нейлоновый шнур белого цвета длиной около 50 сантиметров. Пакеты были наполнены одеждой, которую, по словам Джиллиленда, Уильямс идентифицировал как свою баскетбольную форму и одежду своей матери.
Агенты ФБР впоследствии вспоминали, что Уэйн Уильямс практически сразу начал им лгать и в течение двух часов рассказал им разные истории, связанные с предметами, обнаруженными в салоне его автомобиля. Согласно их воспоминаниям, Уильямс им заявил, что одну из коробок он подобрал возле винного магазина у моста, а другую - в круглосуточном магазине поблизости. Через несколько минут, согласно словам Майк Маккомаса, Уильямс ему заявил, что  одну из коробок он нашёл на станции технического обслуживания. Однако все, кто принимал участие в его задержании заявляли о том, что Уильямс не останавливался возле винного магазина. Грегг Джиллиленд свидетельствовал о том, что Уильямс представился им как вице-президент фирмы под названием «Nova Entertainment» и коробки нужны были ему для того, чтобы перевезти в них музыкальное оборудование. Позже он сказал, что в доме его матери есть книги, которые он хотел бы перевезти в них.
На следующий день об инциденте был проинформирован Ли Браун. Два дня спустя из вод реки Чаттахучи сотрудниками полиции было выловлено тело 27-летнего Натаниэля Кейтера, последней жертвы в серии убийств, которого по версии следствия Уильямс убил поздно вечером 21 мая или рано утром 22 мая, после чего сбросил его труп в реку с моста. Кейтер был обнаружен недалеко от того места, где месяцем ранее было найдено тело 21-летнего Джимми Рэя Пейна, после чего Уильямс становится основным подозреваемым и за ним устанавливают полицейское наблюдение.
Подозрения в адрес Уильямса усилились после того, как выяснилось, что Уильямс пытался создать музыкальную группу под названием «Близнецы», которая, по его мнению, смогла бы затмить The Jackson 5, для этой цели Уэйн расклеивал листовки по всему городу в школах и общественных центрах, отыскивая таланты, но в конце концов никому из знакомых он так и не смог назвать имя хотя бы одного члена собранной им группы. Также выяснилось, что он не имел постоянного места работы, много свободного времени разъезжал по всему городу, сканируя полицейские радиочастоты и прослушивая радиопереговоры сотрудников полиции, благодаря чему одним из первых узнавал о чрезвычайных происшествиях в городе и пытался снять работу полиции, пожарной службы используя видеоаппаратуру, купленную на деньги родителей с целью последующей продажи видеосюжетов телеканалам и другим различным СМИ. Также он  владел немецкой овчаркой, факт, который заинтересовал полицию из-за обнаружения собачьей шерсти на телах нескольких предыдущих жертв. 3 июня Уильямс был снова задержан и доставлен в штаб-квартиру ФБР, где подвергался допросу около 12 часов, после чего снова был отпущен, так как доказательств его вины найдено не было. В начале июня Уильямс собрал пресс-конференцию в своем доме, куда пригласил корреспондентов различных изданий, на которой заявил что является основным подозреваемым в совершении серии убийств и во время допроса был вынужден пройти тест на полиграфе, результаты которого оказались неубедительными. В ответ на действия Уильямса, высокопоставленные чиновники из правоохранительных органов Атланты провели свою пресс-конференцию, на которой заявили журналистам, что Уильямс не является подозреваемым до тех пор, пока не будут собраны более веские доказательства его причастности к преступлениям, чем то, что они назвали накоплением косвенных улик, которые привели к взятию  Уильямса под стражу для допроса.
Оказавшись в центре внимания СМИ, Уильямс начал раздавать десятки интервью, сообщая о себе противоречивую информацию. Так он однажды признался в том, что пытаясь найти одарённых исполнителей песен, прослушал в период с ноября 1980 по май 1981 года около 4000 детей. Кэти Эндрюс, владелица студии звукозаписи в Атланте подтвердила его слова, заявив что Уэйн часто арендовал студию, где вёл прослушивание детей в возрасте от 8 до 17 лет. В одном случае, согласно показаниям Эндрюс. Уильямс явился к ней с глубокими и болезненными царапинами на руках, происхождение которых он отказался объяснить. В этот период Уильямс начал демонстрировать девиантное поведение, будучи под наблюдением, он разъезжал по городу на большой скорости, нарушая правила дорожного движения, провоцируя тем самым сотрудников оперативной целевой группы. Полицейская погоня на большой скорости по городу  закончилась тем, что Уильямс остановился перед домом Ли  Брауна и начал сигналить. Поведение Уильямса было интерпретировано как необходимость бегства из города и штата, так как он знал что является основным подозреваемым и опасался ареста.
Уэйн Уильямс был арестован 21 июня 1981 года. Поводом для ареста послужили результаты микроскопического исследования синтетических волокон и волоса собачьей шерсти, найденных в волосах Натаниэля Кейтера, согласно которым они соответствовали шерсти собаке Уильямса и ворсовым волокнам, изъятых из дома и машины Уильямса ранее в этом месяце на основании ордера на обыск. Оперативная целевая группа на основании результатов криминалстических экспертиз заявила, что зелёные волокна из ковра в спальне мистера Уильямса микроскопически совпадают с зелёным волокном, найденным в волосах Кейтера, как и фиолетовое волокно, взятое из одеяла в доме Уильямса, совпадает с волокном, найденным в волосах Кейтера. Два других волокна, изъятых из обивки салона автомобиля Уильямса также совпали с волокнами, обнаруженных в волосах жертвы. Помимо этого, в волосах Кейтера была обнаружен собачья шерсть. Прокуратура утверждала что волокна шерсти микроскопически совпадают с волосками, взятыми у немецкой овчарки Уильямса. После ареста Уильямса, полиция вернулась в его дом, где собрала с его одежды, всех находящихся в доме ковров, покрывал ворсовый материал для последующих криминалистических экспертиз. Согласно другой версии источников, знакомых с ходом расследования, что противоречивый отчет самого  Уильямса о его передвижениях в ночь с 21 на 22 мая, возможно, имел большое отношение к его аресту. 17 июля 1981 года прокуратура округа Фултон предъявило Уильямсу обвинение в совершении убийств Кейтера и Пейна.
Судебный процесс над Уильямсом начался 28 января 1981 года. Во время судебного процесса, Ли Патрик Браун признал, что каждый день в полицию поступали сообщения о пропаже молодых людей и об убийствах, но все они быстро раскрываются и никак не связаны с серией убийств, которая согласно его словам с момента ареста Уильямса прекратилась, в связи с чем целевая оперативная группа, сформированная для расследования убийств, сократилась примерно до 45 со 110 членов с тех пор, как  Уильямс был арестован. Главным событием судебного процесса стали технические и научные споры о результатах соответствия ворсовых волокон и собачьей шерсти, найденных на телах жертв и взятых с покрывала и ковра в доме Уильямса и в салоне его автомобиля в ходе микроскопических исследований, и об использовании результатов таких исследований в качестве очевидного доказательства вины подсудимого. Споры также были вызваны результатами исследований температуры и течения воды в реке Чаттахучи, где власти обнаружили тела двух жертв, в убийстве которых был обвинен Уильямс. Адвокаты защиты, Мэри Уэлком и Элвин Биндер, неоднократно выражали сомнения относительно их способности добиться справедливого судебного разбирательства в Атланте или где-либо ещё из-за широкого освещения убийств и ареста Уильямса в местных, национальных и международных новостях, однако они не ходатайствовали о переносе места проведения судебного процесса. Несмотря на то, что Уильямсу были предъявлены обвинения только в двух из 28 убийств, следователи не имея очевидных улик против него, прибегли к неожиданной тактике и представили суду письменные показания под присягой, в которых утверждается, что 18 других убийств могут так или иначе быть связаны с двумя, в которых обвинялся он, на основании совпадения ворса и волокон собачьей шерсти, факта знакомства с рядом жертв, нахождения на месте совершения убийств в качестве фотографа и на основании не совсем достоверных показаниях свидетелей.
Так один из свидетелей обвинения заявил, что видел однажды на руках Уильямса глубокие царапины, оставленные по версии прокуратуры ногтями одной из его жертв, которая во время убийства оказывала ему сопротивление. Одними из основных свидетелей обвинения на суде выступили семейная пара Эустис Блейкли и его жена Ширли, которые дали показания против Уэйна. По словам Ширли Блейкли, Уильямс признавался ей, что утром 22 мая выбросил с моста в реку Чаттахучи некий предмет, который он характеризовал как мусор и пояснил, что сделает признание в совершении серии убийств  как только прокуратура соберёт против него достаточно доказательств. По словам Ширли Блейкли, Уильямс неоднократно в присутствии свидетелей демонстрировал неприязненные отношение в адрес темнокожих детей, живущих в социально неблагополучной обстановке и утверждал о том, что имеет знания и навыки о технике удушения человека. Эустис Блейкли, владелец ювелирного магазина и бывший друг Уильямса, заявил на суде, что Уэйн часто посещал его магазин и несколько раз пытался познакомиться с мальчиком, который работал продавцом в соседнем продуктовом магазине. Блейкли охарактеризовал Уильямса как патологического лжеца и манипулятора, заявив что Уильямс рассказывал ему о том, что он был военнослужащим резерва ВВС США и по выходным летал на реактивных истребителях F-4, расположенных на местной военной базе, однако Блейкли, сам будучи бывшим офицером ВВС, заявил, что Уильямс, который носил очки с толстыми стеклами, имел недостаточно хорошее зрение для того, чтобы пилотировать реактивные истребители. В автомобиле Уильямса марки Шевроле 1970 года выпуска были обнаружены пятна крови, группа которой совпадала с группой крови жертв Джона Портера и Уильяма Барретта.
Бобби Толланд, водитель автомобиля скорой помощи заявил суду, что Уильямс сотрудничал с ним во время работы внештатным корреспондентом и по радиосвязи получал от него сообщения о чрезвычайных ситуаций в городе, чтобы первым появиться на месте и сделать фото и видеосъёмку. Толланд утверждал, что во время их бесед Уильямс неоднократно спрашивал у него, задумывался ли он когда-нибудь, сколько поколений афроамериканцев он мог бы уничтожить, убив одного чернокожего ребёнка мужского пола. Одним из ключевых свидетелей обвинения стал некто Роберт Генри, который работал вместе с Натаниэлем Кейтером. По свидетельствам Хенли, поздно вечером 21 мая 1981 года за пять часов  до того, как поступит сообщение о всплеске в реке Чаттахучи, он увидел Кейтера в центре Атланты, который покидал кинотеатр «Rialto» держась за руку с молодым парнем, которого он идентифицировал в суде как Уэйна Уильямса.
Одним из свидетелем обвинения стал Анджело Фустер, пресс-секретарь мэра Мейнарда Джексона, который утверждал, что у него состоялся разговор с отцом обвиняемого Гомером Уильямсом в местной штаб-квартире ФБР 3 июня 1981 года. По его словам, Уильямс-старший рассказал ему, что Уэйн рано утром 22 мая вернулся домой и рассказал ему, что остановился на мосту, чтобы выбросить мусор по дороге домой и был задержан полицией. Сам Уильямс опроверг это, не признавая сам факт остановки на мосту. Ряд свидетелей обвинения утверждали, что Уэйн Уильямс являлся гомосексуалом и демонстрировал агрессивное поведение по отношению к окружающим, в том числе по отношению к своему отцу. Флойд Джерри Фаулер-младший, бывший сотрудник магазина журналов West End News, заявил на суде, что  Уильямс заходил в магазин несколько раз и покупал литературу о карате, электронике и порнографические журналы гомосексуальной направленности. 17-летний Шелдон Юджин Кемп рассказал суду, что летом 1979 года он и его младший брат были в доме Уильямсов, когда Уэйн Уильямс разозлился на отца за его отказ дать ему немного денег. По словам Кемпа, Уэйн  начал  избивать своего отца и дал пощечину своей матери, когда она пыталась их разнять. Шелдон Кемп утверждал, что драка переместилась в спальню отца, где Уэйн Уильямс уложил отца на кровать, сел ему на грудь и начал душить его обеими руками. По словам Кемпа, инцидент прекратился после того, как мать Уэйна убедила его отпустить отца, так как он имел проблемы с сердцем. Показания этих свидетелей опровергли утверждение защиты во вступительных заявлениях на судебном процессе о том, что Уильямс был счастливым, беззаботным молодым человеком, который ни к кому не испытывал враждебности.
Уильямс по какой-то причине утверждал что не знал никого из 28 убитых детей, юношей и молодых мужчин, однако его слова были опровергнуты обвинением. Так  было подтверждено сотрудниками правоохранительных органов знакомство Уильямса с жертвой Ларри Роджерсом и его братом. Пытаясь заработать в качестве самозанятого фотографа и корреспондента, Уильямс однажды прослушав с помощью сканера радиочастоту, которая использовалась полицией — узнал об инциденте, во время которого был ранен младший брат Ларри Роджерса. Уильямс опередил полицию, прибывшую на место происшествия и отвёз брата Роджерса в больницу, что было отмечено в различных протоколах. После этого случая Уильямс некоторое время поддерживал отношения с семьёй Роджерсов. В конце января 1982 года 24-летний  Кент Л. Хиндсман заявил, что в начале 1980 года проводил много времени с ним и с 15-летним Джозефом Беллом, который был найден убитым в апреле 1981 года. Хиндсман утверждал, что Уильямс передвигался на трёх разных автомобилях зелёного, белого и синего цветов. Хиндсман утверждал, что он и Уильямс были поражены вокальными способностями Джо Джо Белла на прослушивании, которое якобы проходило в студии звукозаписи под названием Atlanta Studios, после чего Уильямс подписал с Беллом контракт. 21-летний Ладжин Лэстер рассказал суду, что в начале марта 1981 года он играл в баскетбол на открытой площадке вместе с Джо Джо Беллом, когда Уильямс подъехал на универсале бело-голубого цвета, после чего  Белл сел в машину и уехал с Уильямсом. Кейт Хиндман подтвердил слова Уильямса о том, что он много свободного времени проводил в гостинично-развлекательном комплексе «Omni», популярном месте для развлечений среди молодёжи Атланты, где был каток, кинотеатр и зал с игровыми автоматами. Некоторых из жертв в последний раз видели в окрестностях комплекса «Omni». Хиндман поведал суду, что Уильямс утверждал, что изучал боевое искусство знает карате, имеет чёрный пояс и шесть месяцев проходил военную подготовку в правоохранительных органах. Также по его словам, Уильямс утверждал, что умел управлять самолётом, но был отстранён Военно-воздушными силами от управления самолётами за полёт над запретными территориями. Ряд сотрудников правоохранительных органов  дали показания, согласно которым что Уильямс был замечен на месте происшествия, где 23 января 1981 года у дороги было обнаружено тело 15-летнего Терри Пью. Уильямс фотографировал действия полиции из-за оцепления и представился им вольнонаёмным фотографом, попросив разрешения сфотографировать место преступления, но ему было отказано.
Майкл Брэд Бэйлесс, клинический судебный психолог из Финикса, который был членом команды защиты Уильямса, заявил на суде, что он 20 часов беседовал и тестировал Уильямса в рамках подготовки к судебному разбирательству и сделал заключение о том, что Уильямс страдал тревожным расстройством личности и комплексом неполноценности, так как его не очень любили в детстве и он подвергался нападкам других детей. Кроме того, психолог сказал, что у  Уильямса была чрезмерная потребность во власти и контроле, и это было основной причиной, по которой он предпочитал общаться с гораздо более молодыми и уязвимыми людьми, такими как были жертвы убийств.
Адвокаты Уильямса пригласили в суд ведущего судебного патологоанатома армии Израиля Мориса Рогева, который пытался убедить суд, что причину смерти Кейтера и Джимми Пэйна установить невозможно. В легких Пэйна была найдена вода, что свидетельствовало о том, что он мог утонуть или совершить самоубийство, так как ранее уже предпринимал попытки покончить с собой. Во время вскрытия Натаниэля Кейтера было установлено, что его сердце весило 370 грамм, вследствие чего эксперт сделал вывод что Кейтер страдал сердечно-сосудистыми заболеваниями и мог умереть от остановки сердца. Брат Кейтера и его друг заявили в суде, что Натаниэль не испытывал проблем со здоровьем, но злоупотреблял алкогольными напитками и страдал алкогольной зависимостью, вследствие чего постоянно вступал в конфликты и ссоры с малознакомыми ему людьми. Морис Рогев заявил, что тело Кейтера во время обнаружения находилось в начальной степени разложения, что противоречило версии следствия, согласно которой Кейтер пробыл в воде всего два с половиной дня. Рогев утверждал, что мёртвое тело при попадании в воду, опускается на дно и подниматься на поверхность только через четыре или пять дней.
Бенджамин Киттл, гидролог Инженерного корпуса армии США совместно c Дэвидом Динглом, гидрологом Национальной метеорологической службы провели исследование течения реки Чаттахучи. На судебном процессе с мелом в руке Киттл стоял у доски, вычисляя скорость, с которой предметы, включая человеческое тело, перемещались бы вниз по течению реки. Переменные включали удельный вес тела, скорость тела, находилось ли оно посреди реки или у берега, силу сопротивления и другие параметры. Контурные диаграммы показали скорость течения Чаттахучи и таблицы температуры воды, составленные Геологической службой США. По словам Киттла, в то время, когда тела мистера Кейтера и мистера Пейна находились в реке, температура воды колебалась от 22 до 28 градусов по Цельсию. Он показал, что в его первоначальном отчёте были перечислены пять возможных мест, где тела могли быть сброшены в реку, чтобы они всплыли там, где они это сделали. Позже мистер Киттл сократил их число до двух из-за таких факторов, как дорожное движение и труднодоступность. Во время судебного процесса возник инцидент. Киттл пришёл к выводу, что мост Jackson Parkway, где  Уильямс был остановлен офицерами полиции за два дня до того, как было найдено тело  Кейтера, был наиболее вероятным местом сброса тел Кейтера и Джимми Рэя Пэйна, однако Дингл впоследствии заявил, что их отчёт о проделанном исследовании течения реки был изменён, так как на них оказали давление правоохранительные органы Атланты после того, как им стало известно что вероятным местом сброса трупов являлся совершенно другой мост.
Дэвид Дингл, который использовал надувные манекены в натуральную величину и апельсины для отслеживания течения реки, заявил, что крайне маловероятно, что тело Кейтера, сброшенное с моста возле западного берега реки, окажется на другом берегу всего лишь через 1 километр. Показания Дингла были подвергнуты возражением со стороны обвинения, которые заявили, что надувные манекены, которые он использовал для проверки течения реки, не могли точно имитировать движения человеческого тела.
Натаниэль Кейтер, обладавший ростом 190 см и весом 75 килограмм был самой крупной из всех жертв, вследствие чего адвокаты подвергали сомнению тот факт, что Уильямс, который был легче и ниже ростом Кейтера мог бы за несколько секунд вытащить его тело  из салона своего автомобиля и сбросить его через ограждение моста. Адвокаты Уильямса утверждали что высота ограждения на мосту была высотой около 160 сантиметров, таким образом ограждение были слишком высоким для человека такого роста и силы, как Уильямс, чтобы перебросить через него труп взрослого мужчины, однако офицер полиции на суде Г. Р. Николс это опроверг, предоставив результаты замеров, согласно которым высота ограждения равнялась всего лишь 80 сантиметров.
В качестве свидетелей обвинения прокуратура вызвала в суд несколько человек, которые утверждали, что Уильямс являлся гомосексуалистом. Согласно их показаниям на суде, Уильямс являлся человеком, который искал чернокожих молодых людей, у которых не было родителей и образования, которые жили в нищете и которые были готовы на любую авантюру ради средств к существованию. 16-летний юноша заявил в суде, что Уильямс однажды предложил ему 20 долларов за совершение с ним гомосексуального акта. Подросток из Южной Каролины Джеймс Томпсон рассказал, что приехал в Атланту, воспользовавшись автобусным билетом туда и обратно, предоставленным мистером Уильямсом, для музыкального прослушивания. Он утверждал, что один из друзей Уильямса, который был представлен как психиатр, задал ему несколько вопросов о сексуальной ориентации, после чего согласно его показаниям, Уильямс склонял его к интимной близости в обмен за сотрудничество с ним на музыкальном поприще. Томпсон отказался, после чего Уильямс отвез его обратно в аэропорт, по пути медленно проезжая по мосту через реку Чаттахучи. Начинающий певец, 22-летний  Билли Питтман рассказал в суде, что сотрудничал с Уильямсом. По его словам, Уэйн несколько раз организовал для него музыкальное прослушивание в арендованной им студии звукозаписи, которое более походило на свидание. Согласно утверждениям Питтмана, Уильямс был не тем, за кого себя выдавал, и в действительности практически не занимался промоутерской деятельностью, используя это как повод для знакомства с афроамериканского подростками для сомнительных целей. Ещё один начинающий певец по имени Джо Грэм свидетельствовал о том, что видел детскую одежду на полу в ванной в доме Уильямса, происхождение которой он отказался объяснять.
Ряд друзей и знакомых других жертв также выступили в суде, заявив что Уильямс был замечен на похоронах некоторых детей, которые стали жертвами серийного убийцы или в их компании незадолго до их исчезновения. Однако их показания были подвергнуты сомнению, так как ранее данные ими описания подозреваемых не соответствовали описанию Уильямса. Один 15-летний подросток утверждал, что Уильямс предлагал ему 2 доллара за оказание интимных услуг, после чего в январе 1981 года увидел его в компании жертвы Луби Джитера. В том же месяце, по словам подростка, он заметил Уильямса во время посещения похорон 15-летнего Терри Пью, ещё одной жертвы убийства. Однако в ходе перекрестного допроса, он начал путать свои первоначальные показания и вынужденно признал, что ранее подвергался уголовной ответственности и отбывал уголовное наказание в учреждении для малолетних преступников, вследствие чего жюри присяжных заседателей заподозрило его в сговоре со следствием.
Сам Уильямс всячески отрицал все подозрения на счёт своей гомосексуальности, но подтвердить это не смог. Деловой партнёр Уильямса - Карла Бейли заявила в суде, что Уильямс предпочитал женщин, но не смогла назвать имени ни одной из девушек Уильямса или его знакомых. Бейли утверждала что никогда не видела Уэйна в компании кого-либо из жертв, но в ходе перекрестного допроса вынужденно признала, что это была ложь и она в действительности никогда не присутствовала рядом с ним во время музыкальных прослушиваний детей или во время его поисков музыкальных талантов.
Офицеры полиции, принимавшие участие в его задержании рано утром 22 мая 1981 года после появления на мосту также выступили в суде. Роберт Кэмпбелл поведал суду о появлении Уильямса на мосту и об услышанном им всплеске. Другой офицер полиции Фред Джейкобс, дежуривший в ту ночь на другом конце моста заявил, что наблюдал как Уильямс на медленной скорости пересёк мост, развернулся не останавливаясь и поехал в обратном направлении, после чего был задержан им и его напарником Карлом Холденом. Однако их показания были дискредитированы рядом сотрудников полиции и были подвергнуты сомнениям. Ряд коллег Джейкобса утверждали, что после общественного резонанса, вызванного арестом Уильямса, Джейкобс заявил им, что в момент когда Уильямс появился на мосту он находился в кустах и справлял нужду, поэтому ничего не видел. Коллеги характеризовали Джейкобса как человека, демонстрирующего признаки психического расстройства. Они утверждали, что во время ночных дежурств Фред Джейкобс неоднократно заявлял им о том, что видит на мосту привидения и другие паранормальные явления. Член оперативной целевой группы Дж. Уотсон В. Холли, организатор групп наблюдения на мосту на судебном процессе вынужденно признал, что во время ночных дежурств среди офицеров полиции существовали определённые проблемы, с которыми он сталкивался, когда сотрудники полиции были замечены за употреблением алкоголя на дежурстве или засыпали на посту.
После этого Джейкобс и Холден заявили, что ни они, ни кто-либо из других полицейских в действительности не видели, как машина Уильямса останавливалась на мосту и чтобы Уильямс что-либо бросал в реку.
Кэмпбелл и его коллеги утверждали, что  видели, как машина Уильямса съехала с моста, развернулась у винного магазина и поехала обратно по мосту, не останавливаясь для совершения телефонного звонка, который, по словам  Уильямса он сделал, пытаясь дозвониться Шерил Джонсон. Защита утверждала, что Кэмпбелл слышал всего лишь звук всплеска в реке от купания бобров, однако Кэмпбелл заявил, что три года работал спасателем на пляже и может отличить звук всплеска в реке от падения тела человека в её воды от звука всплеска в реке от падения в реку туши бобра. Он пояснил что провёл под мостом 7 дежурств и за это время видел около 40 бобров в реке Чаттахучи.
Сам Уильямс не смог предоставить алиби на момент предполагаемого убийства Натаниэла Кейтера и так не пожелал рассказать суду, чем он занимался вечером 21 мая для чего он вьезжал рано утром 22 мая  на мост через реку Чаттахучи. Отец Уэйна — Гомер Уильямс во время расследования и судебного процесса несколько раз менял показания. В конечном итоге, в феврале 1982 года незадолго до вынесения приговора Уэйну - он заявил, что вечером 21 мая Уэйн находился дома и спал в тот момент, когда по версии следствия Кейтер был убит, однако подтвердить свои показания он не смог. Камилла Белл, мать одной из жертв Юсефа Белла также подвергла сомнению виновность Уильямса. По её мнению настоящие убийцы являлись белыми расистами, а Уильямс стал подозреваемым из-за лжи и противоречивых сведений, предоставленных им во время следствия. Бернард К. Фримон, второй адвокат г-на Уильямса, также заявил суду, что доказательства совпадения ворсовых волокон и собачьей шерсти, изъятых из дома и автомобиля Уильямса с ворсовыми волокнами, обнаруженными на телах убитых людей были весьма косвенными и ненадёжными. По мнению Фримона, данный факт мог лишь подразумевать факт знакомства Уильямса с мальчиками, но не доказывать его причастность к совершению убийства. Также он справедливо указал на факт возможной подтасовки улик, ссылаясь на то, что  во время расследования большая часть тестирования волокон была проведена после ареста  Уильямса, когда сотрудники полиции провели обыск в доме Уильямса, а затем впоследствии могли предоставить их суду как  волокна из ворса, обнаруженные на трупах убитых.
Несмотря на массу противоречивых данных и несостыковок в этом судебном процессе 28 февраля 1982 года, жюри присяжных вынесло вердикт о виновности Уильямса в обоих убийствах, после чего судья приговорил его к двум пожизненным заключениям. Через два дня после вынесения обвинительного приговора Уэйну Уильямсу, 26 из оставшихся 28 уголовных дел были закрыты, после правоохранительные органы Атланты и общественность возложили на него ответственность за их совершение, несмотря на то, что за последующие десятилетия никаких других обвинений ему так и не было предъявлено.

### Джеймс Брукс
29-летний Джеймс Брукс попал в число основных подозреваемых в ходе расследования убийства Клиффорда Джонса. Трое молодых людей в прачечной заявили, что были свидетелями того, как  Джеймс Эдвард Брукс, который являлся менеджером прачечной и 19-летний Кэлвин Смит избили Джонса, после чего задушили и сбросили его тело в мусорный контейнер. Ещё один свидетель - 19-летний Фредди Косби, страдающий умственной отсталостью, заявил что Джеймс Брукс изнасиловал Джонса, после чего задушил его веревкой жёлтого цвета. После изнасилования, по его словам, Брукс вымыл тело Джонса с мылом и переодел его. Косби и Смит утверждали, что Брукс является педофилом, который в свободное от работы время разъезжал по улицам Атланты, знакомясь с афроамериканскими подростками и юношами, склоняя их к интимной близости. Брукс был задержан и допрошен. Он отрицал свою причастность, но во время тестирования на полиграфе потерял самообладание и начал проявлять признаки эмоционального расстройства. В конечном итоге Брукс провалил тестирование и едва не сознался в совершении убийства Джонса. Через несколько месяцев ему было предъявлено обвинение в нападении при отягчающих обстоятельствах и попытке изнасилования другого подростка, после чего он был осужден.
Брукс оставался основным подозреваемым в совершении убийства Клиффорда Джонса, но был исключен из подозреваемых после осуждения Уэйна Уильямса, несмотря на то, что имя Уильямса никогда не фигурировало в материалах расследования убийства Джонса.

### Джон Уилкоксен
50-летний Джон Уилкоксен попал в число подозреваемых в начале 1981 года в ходе расследования убийства Эрла Ли Террелла. Во время расследования полиция Атланты установила, что Уилкоксен и его друг 49-летний Фрэнсис Харди занимались производством детской порнографии. Один из домов, где происходили съёмки голых детей находился напротив здания бассейна, где Террелл пропал без вести. После ареста подозреваемых, ряд знакомых мальчика и несколько полицейских осведомителей из числа мелких уличных преступников заявили членам оперативной целевой группы, что Эрл Террелл несколько раз посещал дом с целью заработать денег позируя голым, однако Уилкоксен ему отказал, так как они в качестве фотомоделей предпочитали подростков с белым цветом кожи. В мае 1981 года Джон Дэвид Уилкоксен был осуждён за производство детской порнографии и получил в качестве уголовного наказания 30 лет лишения свободы. Он некоторое время являлся основным подозреваемым в совершении убийства Террелла и проверялся на причастность к исчезновению и к убийствам других детей, но впоследствии все подозрения с него были сняты, так как на обнаруженных в его доме фотографиях и видеозаписях были только белые подростки.

### Томас Террелл и Ларри Маршалл
63-летний Томас Эрл Террелл по прозвищу «Дядя Том» и его друг 34-летний Ларри Маршалл стали основными подозреваемым в совершении серии убийств в марте 1981 года в ходе расследования смерти Тимоти Хилла. 34-летний свидетель и педофил Фрэнки Мили заявил, что 12 марта 1981 года Тимоти Хилл был в доме Террелла на вечеринке, где они употребляли наркотик и занимались с подростком сексом. Сосед Террелла сообщил полиции, что неоднократно был свидетелем того, как афроамериканские подростки, подрабатывающие гомопроституцией посещали дом Террелла, где в большом количестве находились наркотические вещества.  Мили заявил, что вечером 12 марта примерно в 21:00 Хилл попросил у них разрешения переночевать в их доме, так как он опоздал на последний автобус. Террелл согласился, после чего Хилл провёл ночь с Терреллом, Мили и мужчиной по прозвищу «Керли». Фрэнки Милли утверждал, что Тимоти Хилл был ещё жив днём 13 марта, так как видел его на улице примерно в 16:00 часов, стоящим на улице и разговаривающим с девушкой. Согласно свидетельствам Мили, за время знакомства с Томасом Террелом, он в разные годы видел в его доме по меньшей мере 10 подростков, которые стали жертвами серийных убийств.
34-летний Ларри Маршалл, который был соседом Милли по его комнате и частым гостем в доме Томаса Террелла был арестован в 1981 году на территории штата Коннектикут по обвинению в совершении ограбления. Во время допроса сотрудниками целевой группы, Ларри Маршалл заявил, что вынужден был покинуть Атланту из-за угроз со стороны  преподобного Эрла Кэрролла. Священнослужитель проживал недалеко от дома Томаса Террелла и принимал активное участие в общественной жизни города, пытаясь остановить похищения и убийства чернокожих детей. Эрл Кэролл заявил полиции, что подозревал в совершении убийств Ларри Маршалла основываясь на показаниях сразу нескольких детей, которые утверждали что Ларри Маршалл за материальное вознаграждение приглашал их в дом Террелла с целью употребить алкогольные вещества и наркотик, где их впоследствии подвергали изнасилованию. Члены оперативной целевой группы склонялись к версии, что часть детей и подростков были убиты по сексуальным мотивам — так как на их телах преступник оставлял только нижнее белье, хотя следов сексуального насилия на трупах обнаружено не было. Так было установлено, что этот дом часто посещал ещё одна из жертв — 21-летний Эдди Дункан. Дункан и Хилл  проживали в социально жилищном комплексе «Techwood Homes» и пропали без вести примерно в одно и то же время. Труп Дункана было найден в реке Чаттахучи к югу от Атланты 31 марта 1981 года, на расстоянии всего двух километров от того места, где днем ранее были обнаружены останки его друга Тимоти Хилла.
Следствие признало тот факт, что после того как Маршалл уехал из Атланты убийства детей прекратились и все последующие жертвы, внесенные в список жертв серийного убийцы, находились в возрасте от 17 лет и старше. Несмотря на это, причастность Ларри Маршалла к серийным убийствам впоследствии доказать не удалось. Подруга Маршалла, Ширли Макгилл, утверждала, что Маршалл признавался ей в том, что он и Террелл убили по меньшей мере 4 подростков из списка официальных жертв серийного убийцы. Том Террелл также подвергался допросу, однако после осуждения Уильямса был исключён из числа подозреваемых.

### Эрл Кэролл
46-летний священнослужитель Эрл Кэролл попал под пристальное внимание полиции в 1980 году. Будучи священником с небольшим количеством последователей, но без церкви, Кэролл вёл бродяжнический образ жизни и ранее неоднократно подвергался уголовной ответственности за мелкие преступления.
На фоне освещения серии убийств детей Кэролл начал заниматься общественной деятельностью и одним из первых начал критиковать администрацию Атланты и полицию в неспособности найти виновных. Совместно с Камиллой Белл он стал основателем Комитета по прекращению убийств детей, организовал денежный фонд и начал кампанию по сбору средств для материальной помощи семьям погибших детей. Однако вскоре деятельность Кэролла вышла из-под контроля и он начал использовать события в Атланте для личного обогащения. Так Камилла Белл отказалась от сотрудничества с ним и Кэролл был вынужден покинуть Комитета по прекращению убийств детей, так как Белл обвинила его в том, что он предлагал организовать благотворительный рок-концерт и присвоить им с его выручки по 25 000 долларов.
Оставаясь руководителем фонда, Кэролл продолжал принимать участие в общественной жизни города. Летом 1980-го года ряд жителей города обратились в оперативную целевую группу, утверждая что Кэролл часто посещал районы Атланты, населенные афроамериканским населением, где вступал в разговоры с детьми, напоминая им о правилах поведения при общении с незнакомыми детьми.
Вследствие повышенного внимания к темнокожим детям, с сентября 1980-го по начало января 1981 года за Кэроллом было установлено полицейское наблюдение, по словам представителя целевой оперативной группы — иногда для слежки за ним выделялось до трех патрульных машин. Обнаружив слежку, Кэрролл подал иск на правоохранительные органы Атланты требуя в качестве возмещении морального вреда материальную компенсацию в размере 1 миллиона долларов.
Весной 1981 года 5 детей заявили полиции, что Кэролл подвергал их сексуальным домогательствам и пытался их заманить в свой автомобиль, на основании чего он был арестован 9 апреля 1981 года. Ему были предъявлены обвинения по 11 пунктам. Имена детей-заявителей не разглашались общественности. Оперативная целевая группа заявила, что обвинения Кэроллу были предъявлены за преступления, которые он совершил предположительно ещё осенью 1980-го года, что вызвало недоумение у жителей Атланты и вопросы о том, почему Кэрролл был арестован почти полгода спустя.
Результаты расследования деятельности Кэролла и его возможной причастности к совершению серии убийств детей полиция Атланты никогда не обнародовала. После ареста Уэйна Уильямса Кэролл был исключен из числа подозреваемых.

### Ку-Клукс-Клан

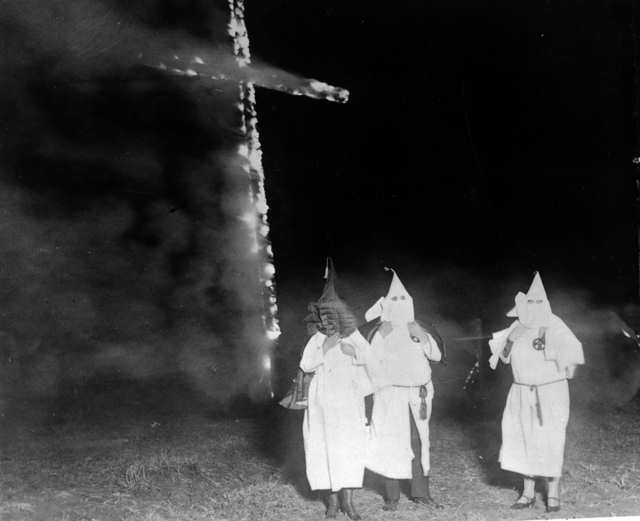
Члены организации на фоне знаменитого символа «горящего креста»

В 1986 году Верховный суд штата Джорджия вынес постановление об обнародовании более 6000 страниц секретных полицейских отчетов из материалов уголовного дела об убийствах детей в Атланте. Получив доступ к ранее засекреченным документам, адвокаты Уильямса в скором времени нашли множество противоречий и несостыковок в деле осуждения Уильямса и обвинили правоохранительные органы Атланты в фальсификации доказательств.
Так в ходе изучения полицейских отчётов стало известно, что в числе подозреваемых находились члены местного регионального Атлантского отделения «Ку-Клукс-Клана», возглавляемого Карлтоном Сандерсом и его 6 сыновьями. Доказательства причастности Клана к убийствам, содержались в полицейских документах.  Семья Сандерсов принадлежала к «Партии за права национальных штатов» (NSRP), штаб-квартира которой находится в пригороде Атланты. Лидер партии Джесси Стоунер в 1980 году, в разгар убийств детей  публично призывал к массовому убийству чернокожих. Стоунер был освобожден из тюрьмы Алабамы в ноябре 1986 года после отбытия 3 с половиной лет из десятилетнего срока за взрыв в церкви для чернокожих. Стоунер лично участвовал во множестве других жестоких нападений на афроамериканцев и причастен к взрыву 16-й церкви Святого Баптиста в Бирмингеме, в результате которого погибли четыре чернокожие девушки. Практически все члены семьи Сандерсов в разные годы подвергались уголовной ответственности по таким обвинениям как растление малолетних, убийства, кражи со взломом, нападения и торговля наркотиками. Карлтон Сандерс долгое время являлся известным в округе наркоторговцем. Полицейские документы включали заявления сотрудников целевой группы, тесно связанных с семьёй Сандерс и действовавших под прикрытием. Один из этих оперативников подал отчёт, в котором указывалось, что член семьи Сандерс заявил ему, что клан собирается убивать по одному чернокожему мальчику в месяц, а после убийств 20 детей планируют начать убивать чернокожих женщин. Некто Билл Джо Уитекер, в разное время подвергавшийся уголовной ответственности по обвинениям за угон автомобилей, кражу со взломом, подделку документов и незаконную продажу наркотиков, в 1981 заявил, что слышал, как глава клана Карлтон Сандерс признался ему в убийстве Луби Джитера, чьё тело было найдено 5 февраля 1981 года.  Согласно свидетельствам Уитикера, во время расследования, он сотрудничал со следствием и сумел предоставить следователям аудиозапись разговора с Сандерсом, во время которого он признался ему в совершении убийства Джитера.
Из полицейских отчётов были выявлены и другие косвенные доказательства, связывающие семью Сандерс с убийством Луби Джитера. Мальчик в последний раз был замечен живым в торговом центре недалеко от того места, где проживала семья Сандерсов. Полиция в ходе расследования смерти Джитера нашла свидетеля, который утверждал что Джитер в день своего исчезновения садился в машину, за рулем которой находился высокий белый мужчина с неровным шрамом, которого он опознал как Карлтона Сандерса. Другой свидетель видел Джитера в тот же день в автомобиле марки «Ford» синего цвета, где кроме него находились двое белых мужчин, один из которых был сын Карлтона - Чарльз Сандерс. На теле Джитера была найдена шерсть собаки породы сибирский хаски, которые в массовом количестве предпочитали держать члены Ку-Клукс-Клана. Луби Джитер являлся другом другой жертвы из списка серийного убийцы - Эрла Ли Террелла. Друзья Террелла после его смерти утверждали, что незадолго до исчезновения Террелл вступил в конфликт с Чарльзом Сандерсом после того, как случайно ударил его припаркованную машину продуктовой тележкой. По словам свидетелей, во время конфликта Сандерс в присутствии свидетелей угрожал Терреллу физической расправой. Впоследствии Террелл в последний раз был замечен живым  недалеко от того же торгового центра, где пропал без вести Луби Джитер. Помимо Террелла, ещё четверо жертв серийного убийцы приходились друзьями или знакомыми  Луби Джитера.
Так Чарльз Стивенс был найден убитым в трейлерном парке, часто посещаемом членами семьи Сандерс. На его теле были обнаружены человеческие волосы белого цвета, а также шерсть собаки. Во время обыска, проведённого весной 1981 года в доме семьи Сандерсов, полиция обнаружила множество комплектов полицейской и другой униформы, что усилило в их адрес подозрения, так как согласно составленному психологическому профилю преступника, он в целях подавления сопротивления жертв и повышения к себе доверия, вынуждал их садиться в свой автомобиль, выдавая себя за представителя закона. Среди полицейских отчётов была обнаружена стенограмма записанного полицией 1 апреля 1981 года  телефонного разговора между сыновьями Карлтона — Доном и Терри Сандерсами, во время которого стало известно что семья Сандерсов как минимум возможна причастна к похищению детей в городе.

Стенограмма телефонного разговора между Доном Сандерсом и его братом Терри:
Дон: ...Я мог бы выйти и немного покататься, и, возможно, зашёл бы туда.
Терри: Пойти поискать тебе ещё одного маленького ребёнка, другого маленького ребёнка?
Дон: Да, осмотри несколько мест. Увидимся позже
.

### Майкл Терри
В 1986 году на причастность к убийствам детей проверялся серийный убийца Майкл Терри, совершивший  серию из 6 убийств мужчин и молодых юношей в период с 6 декабря 1985 года по 20 октября 1986 года на территории Атланты. Среди его жертв  были молодые мужчины, занимающиеся гомопроституцией, в том числе два 18-летних парня. Терри переехал в Атланту с территории штата Алабама в 1980 году. Начиная с того года Майкл Терри несколько раз подвергался арестам по таким обвинениям, как ограбление, совершении кражи, нападение с применением насилия и незаконное хранение оружия. Впоследствии  причастность Майкла Терри к совершению убийств детей доказана не была.

## Последующие события
В октябре 1986 года журналисты новостного шоу «ABC Nightline» изучив полицейские отчёты, заявили что доказательства, обнаруженные в ходе изучения отчётов  дискредитируют показания некоторых ключевых свидетелей против Уильямса и указывают на то, что правоохранительные органы возможно слишком рано прекратили поиски убийцы детей. Так стало известно, что во время суда над Уильмсом в полицию обратился Майкл Бернхардт, занимавший тогда руководящую должность в одной из больниц Атланты, которую часто посещал Уэйн Уильямс и где работал Бобби Толанд, который на судебном процессе дал дискредитирующие показания против Уильмса на судебном процессе. Брейнхард согласно полицейским отчётам, заявил полиции что Уильямс в действительности никогда не проводил анализов по поводу того, насколько сократит афроамериканское население убийство одного чернокожего мальчика и не говорил ничего подобного в присутствии посторонних. По словам Бернхардта, подобные заявление делал Толланд, который был членом Ку-Клукс-Клана и выражал неприязнь по отношению к афроамериканцам. В 1986 году Бернхардт заявил, что очень желал выступить на суде в качестве свидетеля защиты Уильмса, однако полиция скрыла от защиты Уильямса его показания. Журналисты телекомпании продемонстрировали показания двух свидетелей похищения детей, которые заявляли о том, что Уильямс не подходил под описание возможных похитителей, однако их показания также были засекречены и скрыты от адвокатов Уильямса, благодаря чему они не были вызваны в суд.
Один из ключевых свидетелей обвинения, Роберт Генри, который на судебном процессе утверждал, что видел в день исчезновения Натаниэля Кейтера — его вместе с Уэйном Уильямсом, в 1986 году, находясь в тюрьме на территории штата Джорджия, дал во время телефонного разговора с корреспондентами телекомпании противоречивые заявления. Он заявил, что действительно видел вечером 21 мая 1981 года Натаниэля Кейтера с каким-то мужчиной, но не уверен в том, что этим мужчиной был Уэйн Уильямс. Генри утверждал, что вынужден был опознать Уильямса во время судебного процесса как человека, с которым Кейтер был в последний раз замечен живым так как во время допросов подвергался давлению со стороны правоохранительных органов. В частности, согласно утверждениям Генри, он тогда поведал следствию факт того, что в тот вечер снова увидел на улице Атланты Кейтера, который был уже один, однако следователи запретили ему на судебном процессе упоминать этот факт.
Сводный брат одной из жертв Джозефа Белла, Эдвард Мэйс, сообщил что друг Джозефа — Ладжин Лэстер, который дал показания против Уильмса на судебном процессе и опознал его в качестве человека, с которым уехал Белл в день исчезновения — солгал. Мэйс утверждал, что, после исчезновения Белла во время его поисков, Лэстер не смог описать внешний вид автомобиля и его водителя, так как в момент исчезновения Белла со спортивной площадки был занят игрой в баскетбол. Говард Кэмпбелл и 39-летний Джимми Энтони утверждали в последних числах мая 1981 года сотрудников целевой оперативной группы органов в том, что видели последнюю жертву Натаниэля Кейтера живым дн`м 23 мая 1981 года, что противоречило официальной версии следствия, согласно которой он был убит Уэйном Уильямсом вечером 21 мая или рано утром 22 мая 1981 года. Однако их показания были засекречены и прокуратура округа Фултон не дала адвокатам Уильямса своевременно с ними ознакомиться во время судебного процесса. 
В 1987 году адвокаты Уильямса опубликовали стенограмму допроса офицерами полиции Бобби Толанда. Адвокаты утверждали, что Толланд относился предвзято к Уильямсу и дал против него на суде ложные показания, так как находился с ним в состоянии конфликта. Согласно стенограмме допроса Толанда полицией, сделанного 4 июня 1981 года, за 17 дней до ареста Уильямса в 1981 году, Толанд четыре раза заявлял, что заинтересован в получении денежного вознаграждения, которое было предложено за помощь в раскрытии убийств. Во время допроса Толланд обзывал Уильямса ниггером и открыто заявлял о своем желании помочь следствию отправить его за решетку, так как по его словам Уильямс его однажды его обманул. По словам Толланда, Уильямс сумел с помощью его наводки первым сделать фото и видеорепортаж одного чрезвычайного происшествия, но не впоследствии не поделившись с ним за это гонораром.  Уильямс утверждал, что стенограмма допроса Толланда не была доступна его адвокатам, выражала его враждебность по отношению к нему и ставила под сомнение мотивы и достоверность его показаний, вследствие чего Толланд не должен был быть допущен на судебный процесс в качестве свидетеля обвинения. На этом основании адвокаты Уильямса требовали отмены ему приговора и назначения нового судебного разбирательства, так как согласно вердикту Верховного Суда во избежание уголовно-процессуальных нарушений  любые доказательства, которые могли бы доказать невиновность подсудимых, должны быть переданы им. Помощник окружного прокурора Джозеф Дж. Дролет, один из трех прокуроров по делу Уильямса, сказал, что, по его воспоминаниям, враждебность  Толанда по отношению к  Уильямсу поднималась на суде, но не вопрос о денежном вознаграждении, так как вознаграждение в размере 100 000 долларов за информацию об преступнике так в итоге никто не получил, потому что именно сотрудники правоохранительных органов, которые не имели права на денежное вознаграждение, первыми выделили Уильямса в качестве подозреваемого. В конечном итоге апелляция была отклонена.
На основании показаний Билла Уитикера, в 1991 году адвокаты Уильямса подали очередную апелляцию, требуя отмены обвинительного приговора и назначения Уильямсу нового судебного разбирательства. Несмотря на то, что Уильямс никогда не обвинялся в совершении убийства Луби Джитера, во время судебного процесса обвинение использовали улики в виде ворсовых покрытий в качестве доказательства причастности Уильямса к серии убийств. В конечном итоге апелляция была отклонена, так как адвокаты Ульямса не смогли найти местонахождение Карлтона Сандерса, а сотрудник полиции Атланты, который работал непосредственно с Биллом Уитекером и мог бы подтвердить его слова - скончался в конце 1980-х. Адвокаты потребовали от департамента полиции Атланты аудиозаписи разговоров Сандерса-Уитакера, однако чиновники из департамента заявили, что аудиозаписи после осуждения Уильямса были уничтожены, а другие материалы расследования, касающиеся возможной причастности Ку-клукс-клана к серии убийств детей в Атланте — утеряны, по причине чего причастность Сандерса к убийствам детей осталась неизвестной, тем не менее информация о том, что члены Клана являлись подозреваемыми — на последующие десятилетия поставила под серьёзное сомнение вину Уильямса.
Судья Уильям Х. Крейг из Верховного суда округа Баттс, который в 1981 году работал  помощником окружного прокурора округа Флинт, в 1991 году, во время своего заявления  признал, что расследование в отношении членов Ку-Клукс-Клана имело место, как и допрос подозреваемых среди членов Клана, однако доказательства возможной их причастности  к серии убийств, возможно были намеренно утаены прокурорами из-за опасений, что это может усугубить расовую напряжённость в городе. Гордон Миллер, главный обвинитель на судебном процессе Уильямса, после его осуждения уволился из правоохранительных органов и покинул Атланту. В 1985 году он также признал что Уильямс не получил справедливого суда, заявив что доказательная база обвинения в виде волокон ворса и собачьей шерсти была необычным подходом и решение осудить на основании этих косвенных фактов Уильямса было продиктовано возмущением сообщества Атланты растущим числом погибших. 
В 1998 году Уильямс предпринял ещё одну попытку добиться отмены приговора. Однако окружной судья округа Баттс отклонил его апелляцию. Судья встал на сторону государственных обвинителей, которые настаивали на том, что утверждения о наличии доказательств причастности к совершению убийств детей ряда других подозреваемых не имеют отношения к делу, если их сопоставить с существенными доказательствами вины Уильямса. Шериф Сидни Дорси из округа Де-Калб и начальник полиции округа Фултон Луис Грэм, которые на момент совершения убийств были следователями отдела по расследованию убийств в Атланте, сообщили изданию "Dateline NBC", что они считают  Уильямса невиновным в преступлениях, в которых его обвинили, и в  тех, в совершении которых его только подозревали.
В 2005 году шериф округа Де-Калб Луис Грэм неожиданно заново открыл 4 уголовных дела об убийствах детей в Атланте и возобновил расследование. Расследование касалось убийств 11-летнего Патрика Балтазара, 13-летнего Кертиса Уокера, 15-летнего Джозефа Белла и 17-летнего Уильяма Барретта. Все они были убиты на территории округа Де-Калб. Грэм заявил, что считает Уэйна Уильямса невиновным и непричастным к совершению убийств детей в Атланте. Джек Маллард, бывший помощник окружного прокурора округа Фултон, усомнился в том, что отдел Грэма по расследованию нераскрытых дел может объективно расследовать убийства, учитывая его заявление о невиновности Уильямса. Сам Маллард был убежден, что вина Уильямса была полностью доказана в суде. Грэм уточнил, что  повторное рассмотрение дел может дать некоторую дополнительную информацию, особенно относительно участия других лиц и дать на ряд вопросов существенные ответы, но это никак не сможет повлиять на приговор Уильямса, так как юридически его никогда не обвиняли в совершении убийств этих 4 детей.
Год спустя Луис Грэм ушёл в отставку со своей должности из-за не связанных с этими расследованиями разногласий. Ник Маринелли занял пост временно-исполняющего обязанности шефа полиции округа Де-Калб и объявил о переменах. Маринелли заявил, что расследование убийств в Атланте будет прекращено и офис шерифа акцентирует свои усилия в расследовании других нераскрытых убийств, что вызвало негодование родственников убитых мальчиков, в том числе матери 13-летнего Кертиса Уолкера, которая никогда не верила в виновность Уильямса
.
В 2007 году адвокаты Уэйна Уильямса подали ходатайство о проведении ДНК-экспертизы человеческих волосков и волосков собачьей шерсти, обнаруженных на некоторых жертвах. Ходатайство было удовлетворено, после чего криминалисты из лаборатории ДНК ФБР провели ряд тестирований, результаты которых были опубликованы в сентябре 2010 года и вызвали неоднозначную реакцию общественности. ФБР признало результаты тестирования неубедительными. Лабораторный отчёт показал, что волосы, обнаруженные на теле убитого Патрика Бальтазара имели тот же тип последовательности ДНК, что и волосы самого Уэйна Уильямса. Глава лаборатории ДНК ФБР Гарольд Дэдмен заявил, что это исключает почти 98 процентов мужского населения в мире, но тем не менее не доказывает виновность Уильямса. Дэдмен пояснил что только 2 афроамериканца из каждых 100 могут иметь в своих волосах такой тип последовательности ДНК, вследствие чего Уэйн Уильямс не может быть исключён как источник волос. Вывод не однозначен. Поскольку волоски были неполными, тип анализа, называемый митохондриальной ДНК, позволял проследить только родословную по материнской линию. Только с помощью анализа нуклеиновой ДНК, которая включает в себя родословную по отцовской линии, результаты могут быть абсолютно убедительными. Мачеха жертвы Балтазара, даже спустя почти 30 лет после убийства сына — считала Уэйна Уильямса виновным в серийных убийствах, в то время как сам Уильямс факт знакомства с Балтазаром не признал. 
Однако доказательства совпадения ворсовых волокон на суде показали, что различные волокна, обнаруженные на одежде Балтазара, могут соответствовать волокнам, изъятых из ковра в спальне  Уэйна Уильямса, из его покрывала на кровати, из одеяла жёлтого цвета, найденного под кроватью, из кожаной куртки, висящей в шкафу Уэйна, и из серой перчатки
в его автомобиле. На теле Балтазара также были обнаружены волоски собачьей шерсти, которые, по свидетельству свидетелей обвинения, вероятно, принадлежали немецкой овчарке семьи Уильямс.
Волоски собачьей шерсти также подвергались ДНК-экспертизе и были отправлены в генетическую лабораторию Школы ветеринарной медицины Калифорнийского университета в Дэвисе, в отчёте которой говорилось, что результаты ДНК-экспертизы снова были признаны неубедительными. У волосков шерсти овчарки Уильямса была такая же последовательность ДНК, как у волосков шерсти, найденных на телах убитых, но такая последовательность ДНК присутствует примерно у 1 овчарки из каждых 100. Сторонники виновности Уэйна Уильямса в совершении серии убийств тем не менее считали, что результаты доказывают его причастность к совершению убийств, так как не каждая семья в Атланте держала у себя дома немецкую овчарку.
В том же 2010 году телекомпания «CNN» сняла документальный фильм о серийных убийствах в Атланте. Во время производства фильма, журналистка Соледад О'Брайен посетила Уэйна Уильямса в тюрьме, который дал ей серию интервью. Во время интервью Уильямс поведал ей свою версию событий, происходивших в Атланте и обсудил конспирологическую версию, согласно которой он был невиновен и стал жертвой политической целесообразности со стороны полицейских чиновников и администрации города, стремящихся подавить в Атланте моральную панику и не допустить возникновение расовых волнений. В процессе создания фильма, журналисты отыскали некоторых непосредственных участников событий тех лет, которые спустя почти 30 лет дали новые показания.
Так Роберт Кэмпбелл даже спустя почти 30 лет после ареста Уильмса, утверждал что слышал рано утром 21 мая 1981 года всплеск в реке от падения крупного предмета с моста и видел свет от фар автомобиля, который ехал по мосту, но сам факт остановки автомобиля, по словам Кэмпбелла не был замечен ни им, ни его коллегами. Сам Уильямс во время интервью продолжал настаивать на том, что никогда не останавливался на мосту и соответственно ничего не сбрасывал в реку.
Боб Ингрэм, бывший член оперативной целевой группы заявил, что во время расследования сотрудники целевой группы поставили телефоны в доме Карлтона Сандерса и его сыновей на прослушивание и следили за четырьмя из братьев почти два месяца. По словам Ингрэма, за эти два месяца исчезли и умерли ещё шестеро чернокожих юношей, вследствие чего целевая оперативная группа не обнаружила ничего, что могло бы связать убийства детей в Атланте с Ку-Клукс-Кланом. Согласно свидетельствам Ингрэма, члены семьи Сандерс прошли проверку на полиграфе и результаты тестирования показали, что они были непричастны к убийствам.
Агент ФБР Майка Маккомас, производивший задержание Уильямса утром 22 мая после сообщения о всплеске в реке от Роберта Кэмпбелла - утверждал, что в машине Уильямса был обнаружен нейлоновый шнур, который по версии следствия он использовал для удушения жертв, который не был конфискован из-за отсутствия ордера на обыск. Сам Уильямс назвал эти факты чушью и отрицал факт существования шнура.
Детектив Уэлл Харрис, который работал в полиции Атланты до середины 2000-х утверждал, что после ареста Уильямса убийства детей происходили каждый год, однако большинство из них раскрывались. По мнению Харриса, после осуждения Уильямса серия убийств, когда детей душили и сбрасывали в реки - прекратилась. Роберт Генри - который утверждал, что видел вечером 21 мая 1981 года между 21.15 и 21.30 Уильямса держащимся за руку с Натаниэлем Кейтером - в 2010 году в очередной раз изменил свои показания. В интервью журналистам он заявил, что пребывает в уверенности в том, что в компании Кейтера видел именно Уэйна Уильямса, несмотря на то, что в середине 1980-х утверждал, что не уверен в этом и дал показания против Уильямса находясь под давлением следствия. Сам Уильямс также изменил свои первоначальные показания.  На судебном процессе Уильямс утверждал, что весь вечер 21 мая 1981 года, когда был убит Натаниэль Кейтер, он  был дома, чувствовал недомогание и лежал  в постели. Спустя 29 лет после ареста и осуждения он выдал новую версию событий, которые происходили в момент убийства Натаниэля Кейтера.
В 2010 году Уильямс заявил что около 21:00 21 мая 1981 года он находился в офисе компании «Hotlanta Records», владелец которой Мелвин Уэр купил у него несколько фотографий. Уильямс продемонстрировал квитаницию о выписке чека на оплату своих услуг. После этого, примерно в 21:30, согласно свидетельствам Уильямса, он отправился домой и лёг спать и соответственно не мог находиться на улицах Атланты рядом с Натаниэлем Кейтером, как это утверждал свидетель Роберт Генри.  Мелвин Уэр в 2010 году заявил, что Уильямс действительно в тот день был в офисе его компании, однако он усомнился в том, что Уильямс покинул офис в 21:30. По версии Уэра, выписка чека заняла не более 5 минут и Уильямс уехал примерно в 21:00. Чет Деттлингер, бывший офицер полиции Атланты, который на протяжении многих лет вёл собственное независимое расследование убийств детей в Атланте и был сторонником невиновности Уильямса, заявил в 2010 году, что Уильямс давным-давно признался ему в том, что версия о том, что Уэйн провёл вечер 21 мая 1981 года дома в постели — является ложью. По словам Деттлингера, Уильямс провёл вечер того дня, когда был убит Кейтер — на улицах Атланты, однако почти за 30 лет тюремного заключения он так никому и не пожелал рассказать, чем именно он занимался в тот период.
Во время интервью журналистка Соледад О'Брайен продемонстрировала Уильямсу документ, подписанный им и составленный в 1992 году, согласно которому в 1977 году Уильямс был завербован ЦРУ и несколько месяцев провёл в секретном военно-учебном лагере, расположенном в лесу недалеко от озера в северной части штата Джорджия, обучаясь обращению с огнестрельным оружием, взрывчатыми веществами, технике рукопашного боя, а также технике удушения человека путём различных удушающих захватов. В документе говорилось, что это было частью секретного плана министерства обороны США по обучению молодых чернокожих агентов с последующей их отправкой в самые горячие точки Африки в конце 1970-х годов, однако Уэйн закончив обучение, по какой-то причине выбыл из программы плана. Уильямс отказался комментировать этот документ, требуя от О'Брайен рассказать о личности человека, который предоставил ей эти сведения. В конечном итоге Уильямс неожиданно признался в том, что это было правдой и он обладает обширными знаниями по технике удушения человека, но убеждал журналистку в том, что никогда не применял их на практике и не совершал убийств. Подлинность документа была поставлена под сомнение, однако слухи о том, что он проходил подготовку в правоохранительных органах США — Уильямс распространял среди друзей и знакомых ещё в период с конца 1970-х по 1981 год.

## В массовой культуре
- В 1985 году телекомпания «CBS» сняла для телевидения 5-часовой фильм «Убийства детей в Атланте». Лента ставила под сомнение виновность Уильямса и вызвала общественный резонанс. Группа политиков и сотрудников правоохранительных органов выдвинула обвинения в адрес руководства телекомпании, обвинив его в искажении реальных фактов, большой неточности событий, несправедливого изображения полицейского расследования этого дела и появления вымышленных персонажей ради придания большего драматического эффекта фильму. Режиссёр фильма Эбби Манн, лауреат премии «Оскар» за сценарий фильма «Нюрнбергский процесс», заявил, что фильм, основанный на серийных убийствах детей в Атланте  «определённо является крестовым походом» и его цель — продемонстрировать зрителю грубейшие нарушения юридической этики во время судебного процесса над Уильямсом. Эбби Манн уточнил, что в процессе создания фильма прочитал стенограмму судебного процесса, ознакомился  с документами, взял интервью у ряда участников дела, со стороны обвинения и защиты, нескольких полицейских, свидетелей-экспертов, матерей жертв и самого Уэйна Уильямса. Чет Деттлингер, бывший офицер полиции Атланты, написавший книгу об этом деле под названием «Список», был консультантом Манна. В роли Уэйна Уильямса снимался актёр Кэлвин Левелс[62][85].

- В 2000 году режиссёром Чарльзом Карнером был снят телефильм под названием «Кто убил детей Атланты? (англ. Who Killed Atlanta's Children?) с Джеймсом Белуши в главной роли. В фильме поднят вопрос о виновности Уэйна Уильямса. Режиссёр фильма, будучи сторонником невиновности Уильямса построил сюжет фильма  на версии причастности членов Ку-Клукс-Клана к серийным убийствам детей. Лента получила в основном негативные отзывы от критиков. Роль Уэйна Уильямса исполнил Кли Беннет[86].
- Уэйн Уильямс упоминается в американском кинофильме «Соседские мальчишки», о двух юношах, совершивших серию убийств в Калифорнии.

- В 2002 году писательница Тайари Джонс опубликовала роман под названием «Покидая Атланту». Действие романа разворачивается в 1980-м году в Атланте во время серии убийств детей и посвящено жизнеописанию жизни трёх пятиклассников, которые испытывают страх стать жертвой неизвестного убийцы. Роман представляет собой отражение личных переживаний самой Тайари Джонс в детстве. Во время серии убийств Джонс проживала в Атланте, была одноклассницей жертвы Юсефа Белла и была знакома с другой жертвой — Терри Пью[87][88][89].

- В 2019 году телекомпанией «Will Packer Productions» был снят документальный фильм «Убийства детей в Атланте». Фильм транслировался на телеканале «Investigation Discovery» в марте 2019 года. Уилл Пакер во время интервью с журналистами сказал следующее: Это дело остаётся одной из самых запутанных загадок нашей страны, и мы гордимся тем, что можем пролить свет на каждый аспект этой в значительной степени забытой истории. Прожив в Атланте более 20 лет, история этой бессмысленной трагедии важна лично для меня, и отголоски того, что произошло 40 лет назад, всё ещё звучат в городе. Я горжусь тем, что могу высказать мнение семей жертв, многие из которых по сей день стремятся покончить с этим делом, и проанализировать, насколько эта история актуальна, как никогда, в сегодняшних условиях[90].

- В 2010 году телекомпания «CNN» выпустила двухчасовой документальный фильм под названием «Убийства детей в Атланте». Фильм примечателен тем, что в нём всего лишь второй раз за почти 30 лет тюремного заключения, дал серию интервью в тюрьме Уэйн Уильямс журналистке Соледад О'Брайен, в ходе которых рассказал свою версию событий 1979-1981 годов в Атланте. Зрителям предлагалось после просмотра документального фильма взвесить доказательства и выслушать свидетелей по делу, а затем на сайте телекомпании проголосовать за то, виновен ли Уильямс в совершении убийств или его вина на судебном процессе была не доказана. Более 55 000 человек воспользовались возможностью высказать свое мнение об этом деле на сайте телекомпании. Согласно опубликованным результатам, 68,6 процентов зрителей заявили, что Уильямс виновен[91].

- В 2017 году на экраны вышел телесериал Охотник за разумом, основанный на документальной книге «Охотники за умами: ФБР против серийных убийств» Марка Олшейкера и Джона Дугласа. Сюжет второго сезона повествует о событиях 1979—81 годов, в том числе об убийствах детей в Атланте. Роль Уэйна Уильямса в телесериале исполнил Кристофер Ливингстон.

- В апреле 2020 года телеканал «HBO» выпустил документальный фильм из 5 частей под названием «Пропавшие и убитые в Атланте: потерянные дети», режиссёров Сэма Полларда и Маро Чермаефф. Документальный фильм  раскрыл информацию, которая в значительной степени касалась апелляций  Уэйна Уильямса, которые в разные годы были отклонены[92].